# DDR-Meisterschaften im Bahnradsport
DDR-Meisterschaften im Bahnradsport wurden für Männer von 1950 (1949 wurde eine Ostzonen-Meisterschaft ausgetragen) bis 1989 und für Frauen von 1961 bis 1989 ausgetragen. Von 1976 bis 1990 wurden für die Männer zusätzlich DDR-Meisterschaften auf der Winterbahn ausgefahren, für die Frauen von 1986 bis 1990. Bis 1954 wurden Meisterschaften für Berufsfahrer ausgetragen.

## Sommerbahn

### Männer

#### Sprint
| Jahr     | DDR-Meister                               | Zweiter                                    | Dritter                                   |
| -------- | ----------------------------------------- | ------------------------------------------ | ----------------------------------------- |
| 1949 (1) | Bruno Zieger (Fortuna Erfurt)             | Helmut Richard Körnig (Leipzig)            | Jürgen Müller (Leipzig)                   |
| 1950     | Heinz Rothmund (BSG Olympia Erfurt)       | Horst Pötsch (BSG Stern Südost Leipzig)    | Bruno Zieger (BSG KWU Erfurt)             |
| 1951     | Rolf Nitzsche (BSG Fortschritt Zittau)    | Heinz Rothmund (BSG Olympia Erfurt)        | Karl-Heinz Neie (Einheit Potsdam)         |
| 1952     | Heinz Drescher (BSG Einheit Berliner Bär) | Karl-Heinz Neie (BSG Aufbau Potsdam)       | Rolf Nitzsche (BSG Motor Zittau)          |
| 1953     | Werner Malitz (BSG Einheit Berliner Bär)  | Johannes Zimoch (BSG Rotation Leipzig Ost) | Karl-Heinz Neie (BSG Post Potsdam)        |
| 1954     | Rolf Nitzsche (BSG Motor Zittau)          | Günter Fleck (SC Rotation Leipzig)         | Heinz Drescher (BSG Einheit Berliner Bär) |
| 1955     | Jürgen Simon (SC Einheit Berlin)          | Helmut Lehmann (SC Wismut Karl-Marx-Stadt) | Rolf Nitzsche (SC Dynamo Berlin)          |
| 1956     | Jürgen Simon (SC Einheit Berlin)          | Lothar Stäber (SC Dynamo Berlin)           | Joachim Kleinert (SC Einheit Berlin)      |
| 1957     | Lothar Stäber (SC Dynamo Berlin)          | Hans Kunze (BSG Motor Karl-Marx-Stadt)     | Joachim Popke (SC Dynamo Berlin)          |
| 1958     | Lothar Stäber (SC Dynamo Berlin)          | Karl-Heinz Peter (SC Einheit Berlin)       | Rolf Nitzsche (SC Dynamo Berlin)          |
| 1959     | Karl-Heinz Peter (SC Einheit Berlin)      | Lothar Stäber (SC Dynamo Berlin)           | Klaus Lewandowski (SC Dynamo Berlin)      |
| 1960     | Karl-Heinz Peter (SC Einheit Berlin)      | Lothar Stäber (SC Dynamo Berlin)           | Jürgen Simon (SC Einheit Berlin)          |
| 1961     | Jürgen Simon (SC Einheit Berlin)          | Hans-Jürgen Klunker (ASK Vorw. Leipzig)    | Konrad Irmschler (SC Dynamo Berlin)       |
| 1962     | Günter Weihe (SC Dynamo Berlin)           | Hans-Jürgen Klunker (ASK Vorw. Leipzig)    | Erhard Pesch (SC Rotation Leipzig)        |
| 1963     | Rainer Marx (SC Karl-Marx-Stadt)          | Karl-Heinz Peter (SC Dynamo Berlin)        | Jürgen Geschke (TSC Berlin)               |
| 1964     | Jürgen Geschke (TSC Berlin)               | Wolfgang Tertschek (SC Leipzig)            | Rainer Marx (SC Karl-Marx-Stadt)          |
| 1965     | Hans-Jürgen Klunker (ASK Vorw. Leipzig)   | Jürgen Geschke (TSC Berlin)                | Rainer Marx (SC Karl-Marx-Stadt)          |
| 1966     | Jürgen Geschke (TSC Berlin)               | Hans-Jürgen Klunker (ASK Vorw. Leipzig)    | Volkmar Linke (SC Dynamo Berlin)          |
| 1967     | Jürgen Geschke (TSC Berlin)               | Werner Otto (SC Dynamo Berlin)             | Michael Bäßler (ASK Vorwärts Leipzig)     |
| 1968     | Jürgen Geschke (TSC Berlin)               | Michael Bäßler (ASK Vorwärts Leipzig)      | Karl Richter (SC Karl-Marx-Stadt)         |
| 1969     | Jürgen Geschke (TSC Berlin)               | Karl Richter (SC Karl-Marx-Stadt)          | Detlef Lieffertz (SC DHfK Leipzig)        |
| 1970     | Jürgen Geschke (TSC Berlin)               | Werner Otto (SC Dynamo Berlin)             | Hans-Jürgen Rottluff (SC Karl-Marx-Stadt) |
| 1971     | Jürgen Geschke (TSC Berlin)               | Werner Otto (SC Dynamo Berlin)             | Hans-Jürgen Rottluff (SC Karl-Marx-Stadt) |
| 1972     | Peter Eichstädt (TSC Berlin)              | Hartmut Ehrlich (SC Turbine Erfurt)        | Hans-Jürgen Rottluff (SC Karl-Marx-Stadt) |
| 1973     | Jürgen Geschke (TSC Berlin)               | Peter Eichstädt (TSC Berlin)               | Werner Otto (SC Dynamo Berlin)            |
| 1974     | Jürgen Geschke (TSC Berlin)               | Peter Eichstädt (TSC Berlin)               | Emanuel Raasch (SC Dynamo Berlin)         |
| 1975     | Jürgen Geschke (TSC Berlin)               | Emanuel Raasch (SC Dynamo Berlin)          | Siegfried Schreiber (SC Dynamo Berlin)    |
| 1976     | Peter Eichstädt (TSC Berlin)              | Siegfried Schreiber (SC Dynamo Berlin)     | Emanuel Raasch (SC Dynamo Berlin)         |
| 1977     | Emanuel Raasch (SC Dynamo Berlin)         | Jürgen Geschke (TSC Berlin)                | Bodo Kriegs (SC Turbine Erfurt)           |
| 1978     | Lutz Heßlich (SC Cottbus)                 | Emanuel Raasch (SC Dynamo Berlin)          | Gunter Berger (TSC Berlin)                |
| 1979     | Lutz Heßlich (SC Cottbus)                 | Michael Hübner (SC Karl-Marx-Stadt)        | Emanuel Raasch (SC Dynamo Berlin)         |
| 1980     | Lutz Heßlich (SC Cottbus)                 | Michael Hübner (SC Karl-Marx-Stadt)        | Emanuel Raasch (SC Dynamo Berlin)         |
| 1981     | Michael Hübner (SC Karl-Marx-Stadt)       | Emanuel Raasch (SC Dynamo Berlin)          | Christian Drescher (TSC Berlin)           |
| 1982     | Lutz Heßlich (SC Cottbus)                 | Michael Hübner (SC Karl-Marx-Stadt)        | Ralf-Guido Kuschy (TSC Berlin)            |
| 1983     | Lutz Heßlich (SC Cottbus)                 | Ralf-Guido Kuschy (TSC Berlin)             | Michael Hübner (SC Karl-Marx-Stadt)       |
| 1984     | Lutz Heßlich (SC Cottbus)                 | Michael Hübner (SC Karl-Marx-Stadt)        | Ralf-Guido Kuschy (TSC Berlin)            |
| 1985     | Lutz Heßlich (SC Cottbus)                 | Michael Hübner (SC Karl-Marx-Stadt)        | Ralf-Guido Kuschy (TSC Berlin)            |
| 1986     | Lutz Heßlich (SC Cottbus)                 | Michael Hübner (SC Karl-Marx-Stadt)        | Bill Huck (SC Dynamo Berlin)              |
| 1987     | Lutz Heßlich (SC Cottbus)                 | Ralf-Guido Kuschy (TSC Berlin)             | Michael Schulze (SC Cottbus)              |
| 1988     | Lutz Heßlich (SC Cottbus)                 | Bill Huck (SC Dynamo Berlin)               | Michael Hübner (SC Karl-Marx-Stadt)       |
| 1989     | Michael Hübner (SC Karl-Marx-Stadt)       | Bill Huck (SC Dynamo Berlin)               | Ralf-Guido Kuschy (TSC Berlin)            |

#### 1000-m-Zeitfahren
| Jahr     | DDR-Meister                                         | Zweiter                                     | Dritter                                     |
| -------- | --------------------------------------------------- | ------------------------------------------- | ------------------------------------------- |
| 1949 (1) | Bruno Zieger (Fortuna Erfurt)                       | Gerhard Müller (Leipzig-Probstheida)        |                                             |
| 1950     | Helmut Richard Körnig (BSG Eisen und Stahl Leipzig) | Horst Pötsch (BSG Stern Südost Leipzig)     | Karl-Heinz Neie (BSG Willy Sänger Potsdam)  |
| 1951     | Günter Oldenburg (SG Derby Pankow Berlin)           | Werner Hesse (Magdeburg)                    | Bruno Zieger (BSG Post Erfurt)              |
| 1952     | Günter Oldenburg (BSG Empor Berlin-Nord)            | Heinz Drescher (BSG Einheit Berliner Bär)   | Werner Hesse (Magdeburg)                    |
| 1953     | Werner Malitz (BSG Einheit Berliner Bär)            | Günter Oldenburg (BSG Empor Berlin-Nord)    | Karl-Heinz Neie (BSG Aufbau Potsdam)        |
| 1954     | Heinz Wahl (BSG Einheit Berliner Bär)               | Günter Oldenburg (BSG Einheit Berliner Bär) | Rolf Nitzsche (BSG Motor Zittau)            |
| 1955     | Heinz Drescher (BSG Einheit Berliner Bär)           | Hans Kunze (SC Motor Diamant K.-M.-St.)     | Helmut Lehmann (SC Motor Diamant K.-M.-St.) |
| 1956     | Helmut Lehmann (SC Motor K.-M.-St.)                 | Rolf Nitzsche (SC Dynamo Berlin)            | Heinz Wahl (BSG Einheit Berliner Bär)       |
| 1957     | Rolf Nitzsche (SC Dynamo Berlin)                    | Helmut Lehmann (SC Motor K.-M.-St.)         | Siegfried Socke (SG Dynamo Dresden)         |
| 1958     | nicht ausgetragen                                   | nicht ausgetragen                           | nicht ausgetragen                           |
| 1959     | Klaus Lewandowski (SC Dynamo Berlin)                | Lothar Stäber (SC Dynamo Berlin)            | Rolf Nitzsche (SC Dynamo Berlin)            |
| 1960     | Konrad Nentwig (SC Dynamo Berlin)                   | Lothar Stäber (SC Dynamo Berlin)            | Horst Gnade (SG Dynamo Cottbus)             |
| 1961     | Erhard Hancke (SG Dynamo Gera)                      | Peter Gröning (SC Dynamo Berlin)            | Dieter Zuchold (SC Rotation Leipzig)        |
| 1962     | Erhard Pesch (SC Rotation Leipzig)                  | Hans-Jürgen Klunker (ASK Vorw. Leipzig)     | Erhard Hancke (SC Dynamo Berlin)            |
| 1963     | Hans-Jürgen Klunker (ASK Vorw. Leipzig)             | Erhard Hancke (SC Leipzig)                  | Kurt Pommerenke (SC Dynamo Berlin)          |
| 1964     | Hans-Jürgen Klunker (ASK Vorw. Leipzig)             | Kurt Pommerenke (SC Dynamo Berlin)          | Erhard Hancke (SC Leipzig)                  |
| 1965     | Hans-Jürgen Klunker (ASK Vorw. Leipzig)             | Erhard Hancke (SC Leipzig)                  | Klaus Broschkowski (SC Dynamo Berlin)       |
| 1966     | Erhard Hancke (SC Leipzig)                          | Hans-Jürgen Klunker (ASK Vorw. Leipzig)     | Manfred Dähne (SC DHfK Leipzig)             |
| 1967     | Heinz Richter (SC Dynamo Berlin)                    | Werner Otto (SC Dynamo Berlin)              | Hans-Jürgen Klunker (ASK Vorw. Leipzig)     |
| 1968     | Heinz Richter (SC Dynamo Berlin)                    | Karl Richter (SC Karl-Marx-Stadt)           | Manfred Dähne (SC DHfK Leipzig)             |
| 1969     | Heinz Richter (SC Dynamo Berlin)                    | Detlef Lieffertz (SC DHfK Leipzig)          | Heinz Röder (SC Turbine Erfurt)             |
| 1970     | Klaus-Jürgen Grünke (TSC Berlin)                    | Jürgen Schütze (SC Dynamo Berlin)           | Manfred Dähne (SC DHfK Leipzig)             |
| 1971     | Klaus-Jürgen Grünke (TSC Berlin)                    | Jürgen Schütze (SC Dynamo Berlin)           | Manfred Ulbricht (SC Karl-Marx-Stadt)       |
| 1972     | Hartmut Ehrlich (SC Turbine Erfurt)                 | Klaus-Jürgen Grünke (TSC Berlin)            | Hans-Jürgen Rottluff (SC Karl-Marx-Stadt)   |
| 1973     | Jürgen Schütze (SC Dynamo Berlin)                   | Emanuel Raasch (SC Dynamo Berlin)           | Klaus-Jürgen Grünke (TSC Berlin)            |
| 1974     | Klaus-Jürgen Grünke (TSC Berlin)                    | Arnim Schirmer (SC Karl-Marx-Stadt)         | Emanuel Raasch (SC Dynamo Berlin)           |
| 1975     | Emanuel Raasch (SC Dynamo Berlin)                   | Lothar Thoms (SC Cottbus)                   | Arnim Schirmer (SC Karl-Marx-Stadt)         |
| 1976     | Emanuel Raasch (SC Dynamo Berlin)                   | Lothar Thoms (SC Cottbus)                   | Olaf Heine (SC Dynamo Berlin)               |
| 1977     | Lothar Thoms (SC Cottbus)                           | Olaf Heine (SC Dynamo Berlin)               | Emanuel Raasch (SC Dynamo Berlin)           |
| 1978     | Lothar Thoms (SC Cottbus)                           | Olaf Heine (SC Dynamo Berlin)               | Rainer Hönisch (SC Dynamo Berlin)           |
| 1979     | Peter Grünke (TSC Berlin)                           | Lothar Thoms (SC Cottbus)                   | Olaf Heine (SC Dynamo Berlin)               |
| 1980     | Peter Grünke (TSC Berlin)                           | Rainer Hönisch (SC Dynamo Berlin)           | Lothar Thoms (SC Cottbus)                   |
| 1981     | Maic Malchow (SC DHfK Leipzig)                      | Rainer Hönisch (SC Dynamo Berlin)           | Peter Grünke (TSC Berlin)                   |
| 1982     | Emanuel Raasch (SC Dynamo Berlin)                   | Lothar Thoms (SC Cottbus)                   | Peter Grünke (TSC Berlin)                   |
| 1983     | Lothar Thoms (SC Cottbus)                           | Emanuel Raasch (SC Dynamo Berlin)           | Maic Malchow (SC DHfK Leipzig)              |
| 1984     | Maic Malchow (SC DHfK Leipzig)                      | Andreas Ganske (TSC Berlin)                 | Detlef Uibel (SC Cottbus)                   |
| 1985     | Detlef Uibel (SC Cottbus)                           | Jens Glücklich (SC Cottbus)                 | Andreas Ganske (TSC Berlin)                 |
| 1986     | Maic Malchow (SC DHfK Leipzig)                      | Knut Schmidt (SC Karl-Marx-Stadt)           | Jens Glücklich (SC Cottbus)                 |
| 1987     | Jens Glücklich (SC Cottbus)                         | Maic Malchow (SC DHfK Leipzig)              | Knut Schmidt (SC Cottbus)                   |
| 1988     | Maic Malchow (SC DHfK Leipzig)                      | Ronny Kirchhoff (SC Cottbus)                | Sören Lausberg (ASK Vorw. Frankfurt/O)      |
| 1989     | Jens Glücklich (SC Cottbus)                         | Ronny Kirchhoff (SC Cottbus)                | Sören Lausberg (ASK Vorw. Frankfurt/O)      |

#### 4000-m-Einzelverfolgung
| Jahr     | DDR-Meister                                | Zweiter                                    | Dritter                                                                |
| -------- | ------------------------------------------ | ------------------------------------------ | ---------------------------------------------------------------------- |
| 1949 (1) | Horst Weinschenk (SG Berliner Bären)       | Erich Stammer (SG Leipzig-Probstheida)     | Paul Scherner (SG Fortuna Erfurt)                                      |
| 1950     | Lothar Wottka (BSG Grün-Rot Magdeburg)     | Rudolf Schubert (BSG Kompressor Zwickau)   | Erich Stammer (BSG Erich Zeigner Leipzig)                              |
| 1951     | Günter Oldenburg (BSG Derby Pankow Berlin) | Heinz Ostwald (BSG Stahl Halle)            | Ralf Metzner (Mühlhausen)                                              |
| 1952     | Gerhard Löffler (BSG Rotation Leipzig-Ost) | Günter Oldenburg (BSG Empor Berlin-Nord)   | Lothar Wottka (BSG Grün-Rot Magdeburg)                                 |
| 1953     | Gerhard Löffler (BSG Rotation Leipzig-Ost) | Fritz Jährling (BSG Einheit Berliner Bär)  | Erich Mähne (BSG Rotation Leipzig-Ost)                                 |
| 1954     | Gerhard Löffler (SC Rotation Leipzig)      | Fritz Jährling (BSG Einheit Berliner Bär)  | Manfred Klieme (BSG Semper Berlin)                                     |
| 1955     | Werner Gröger (SC Motor Diamant K.-M.-St.) | Manfred Klieme (SG Dynamo Karl-Marx-Stadt) | nicht ausgefahren                                                      |
| 1956     | Siegfried Köhler (SC Einheit Berlin)       | Horst Tüller (SC Einheit Berlin)           | Frank Nicklitzsch (BSG Motor Diamant K.-M.-St.)                        |
| 1957     | Siegfried Köhler (SC Einheit Berlin)       | Harry Seidel (SG Semper Berlin)            | Manfred Klieme (SC Dynamo Berlin)                                      |
| 1958     | Siegfried Köhler (SC Einheit Berlin)       | Wolfgang Jaeger (BSG Empor Nord Berlin)    | Gustav-Adolf Schur (SC DHfK Leipzig) Werner Malitz (SC Einheit Berlin) |
| 1959     | Siegfried Köhler (SC Einheit Berlin)       | Wolfgang Jaeger (BSG Empor Nord Berlin)    | Harry Seidel (SC Einheit Berlin)                                       |
| 1960     | Wolfgang Jaeger (BSG Empor Nord Berlin)    | Bernd Barleben (SC Einheit Berlin)         | Harry Seidel (SC Einheit Berlin)                                       |
| 1961     | Rudolf Franz (SC Motor Karl-Marx-Stadt)    | Peter Gröning (SC Dynamo Berlin)           | Horst Staps (SG Dynamo Gera)                                           |
| 1962     | Rudolf Franz (SC Motor Karl-Marx-Stadt)    | Hartmut Scholz (SC Einheit Berlin)         | Helmut Hochschild (SC Rotation Leipzig)                                |
| 1963     | Horst Staps (SC Dynamo Berlin)             | Rudolf Franz (SC Motor Karl-Marx-Stadt)    | Hartmut Scholz (TSC Berlin)                                            |
| 1964     | Rudolf Franz (SC Karl-Marx-Stadt)          | Jürgen Kißner (TSC Berlin)                 | Horst Staps (SC Dynamo Berlin)                                         |
| 1965     | Klaus Ampler (SC DHfK Leipzig)             | Horst Staps (SC Dynamo Berlin)             | Bernd Barleben (TSC Berlin)                                            |
| 1966     | Klaus Ampler (SC DHfK Leipzig)             | Heinz Richter (SC Dynamo Berlin)           | Rudolf Franz (SC Karl-Marx-Stadt)                                      |
| 1967     | Heinz Richter (SC Dynamo Berlin)           | Klaus Ampler (SC DHfK Leipzig)             | Dieter Grabe (SC DHfK Leipzig)                                         |
| 1968     | Heinz Richter (SC Dynamo Berlin)           | Thomas Huschke (TSC Berlin)                | Ulrich Richter (ASK Vorwärts Leipzig)                                  |
| 1969     | Heinz Richter (SC Dynamo Berlin)           | Thomas Huschke (TSC Berlin)                | Klaus Ampler (SC DHfK Leipzig)                                         |
| 1970     | Thomas Huschke (TSC Berlin)                | Uwe Unterwalder (TSC Berlin)               | Ulrich Richter (ASK Vorwärts Leipzig)                                  |
| 1971     | Thomas Huschke (TSC Berlin)                | Uwe Unterwalder (TSC Berlin)               | Herbert Richter (SC Karl-Marx-Stadt)                                   |
| 1972     | Ronald Spliesgardt (BSG Post Berlin)       | Wolfgang Schreck (SC Turbine Erfurt)       | Wolfgang Lötzsch (SC Karl-Marx-Stadt)                                  |
| 1973     | Wolfgang Lötzsch (BSG Wismut K.-M.-St.)    | Wolfgang Schreck (SC Turbine Erfurt)       | Herbert Richter (SC Karl-Marx-Stadt)                                   |
| 1974     | Wolfgang Lötzsch (BSG Wismut K.-M.-St.)    | Thomas Huschke (TSC Berlin)                | Uwe Unterwalder (TSC Berlin)                                           |
| 1975     | Thomas Huschke (TSC Berlin)                | Uwe Unterwalder (TSC Berlin)               | Matthias Wiegand (SC Karl-Marx-Stadt)                                  |
| 1976     | Norbert Dürpisch (ASK Vorw. Frankfurt/O)   | Uwe Unterwalder (TSC Berlin)               | Ulrich Borrmann (ASK Vorw. Frankfurt/O)                                |
| 1977     | Norbert Dürpisch (ASK Vorw. Frankfurt/O)   | Uwe Unterwalder (TSC Berlin)               | Gerald Mortag (SG Wismut Gera)                                         |
| 1978     | Norbert Dürpisch (ASK Vorw. Frankfurt/O)   | Volker Winkler (SC Cottbus)                | Gerald Mortag (SG Wismut Gera)                                         |
| 1979     | Volker Winkler (SC Cottbus)                | Harald Wolf (SC Karl-Marx-Stadt)           | Mario Hernig (SC Karl-Marx-Stadt)                                      |
| 1980     | Harald Wolf (SC Karl-Marx-Stadt)           | Matthias Wiegand (SC Karl-Marx-Stadt)      | Gerald Mortag (SG Wismut Gera)                                         |
| 1981     | Detlef Macha (SC Turbine Erfurt)           | Bernd Dittert (SC Dynamo Berlin)           | Mario Hernig (SC Karl-Marx-Stadt)                                      |
| 1982     | Bernd Dittert (SC Dynamo Berlin)           | Harald Wolf (SC Karl-Marx-Stadt)           | Gerald Mortag (SG Wismut Gera)                                         |
| 1983     | Bernd Dittert (SC Dynamo Berlin)           | Lutz Haueisen (SG Wismut Gera)             | Mario Hernig (SC Karl-Marx-Stadt)                                      |
| 1984     | Mario Hernig (SC Karl-Marx-Stadt)          | Harald Wolf (SC Karl-Marx-Stadt)           | Wolfgang Lötzsch (BSG M. Ascota K.-M.-St.)                             |
| 1985     | Mario Hernig (SC Karl-Marx-Stadt)          | Wolfgang Lötzsch (BSG M. Ascota K.-M.-St.) | Bernd Dittert (SC Dynamo Berlin)                                       |
| 1986     | Bernd Dittert (SC Dynamo Berlin)           | Steffen Blochwitz (SC Cottbus)             | Dirk Meier (SC Cottbus)                                                |
| 1987     | Bernd Dittert (SC Dynamo Berlin)           | Steffen Blochwitz (SC Cottbus)             | Uwe Berndt (SG Wismut Gera)                                            |
| 1988     | Bernd Dittert (SC Dynamo Berlin)           | Michael Stück (SC Turbine Erfurt)          | Thomas Liese (SC DHfK Leipzig)                                         |
| 1989     | Steffen Blochwitz (SC Cottbus)             | Jens Lehmann (SC DHfK Leipzig)             | Carsten Wolf (SC Dynamo Berlin)                                        |

#### 4000-m-Mannschaftsverfolgung
| Jahr     | DDR-Meister                                                         | Zweiter                                                               | Dritter                                                             |
| -------- | ------------------------------------------------------------------- | --------------------------------------------------------------------- | ------------------------------------------------------------------- |
| 1949 (1) | SG Fortuna Erfurt (Zieger, Scherner, Keil, Heinemann)               | RVG Berlin-Luisenstadt (Blanke, Feige, Schmidtke, Wipprecht)          |                                                                     |
| 1950     | BSG Eisen und Stahl Leipzig (Thiemichen, Busse, Körnig, Thieme)     | BSG KWU Erfurt (Zieger, Keil, Stoltze, Seiffert)                      | SG Olympia Erfurt                                                   |
| 1951     | BSG Post Erfurt (Zieger, Stoltze, Topf, Eckel)                      | BSG Motor Chemnitz-Siegmar (Elste, Bolte, Fritsche, Urban)            | BSG HO Berlin (Oldenburg, Busse, ..., ...)                          |
| 1952     | BSG Motor Zittau (Nitzsche, Rölke, Schmidt, Oertel)                 | BSG Motor Diamant Chemnitz (Urban, ..., ..., ...)                     | BSG Empor Berlin-Nord                                               |
| 1953     | SV Wismut Karl-Marx-Stadt (Schneider, Nitzsche, Elste, Oertel)      | BSG Rotation Leipzig-Ost (Fleck, Mähne, Pötsch, Zimoch)               | BSG Einheit Berliner Bär (Jährling, Malitz, Wahl, Maraun)           |
| 1954     | BSG Einheit Berliner Bär (Jährling, Oldenburg, Wahl, Maraun)        | SG Dynamo Karl-Marx-Stadt (Elste, Schneider, Schmidt, Nitzsche)       | BSG Post Potsdam                                                    |
| 1955     | SG Dynamo Karl-Marx-Stadt (Elste, Schneider, Schmidt, Nitzsche)     | SC Rotation Leipzig (Mähne, ..., ..., ...)                            | BSG Motor Diamant Karl-Marx-Stadt                                   |
| 1956     | SC Dynamo Berlin (Nitzsche, Klieme, Schneider, Schmidt)             | SC Einheit Berlin (Köhler, Maraun, Malitz, Wahl)                      | SC Rotation Leipzig (Mähne, ..., ..., ...)                          |
| 1957     | SC Dynamo Berlin (Nitzsche, Klieme, Ludwig, Schmidt)                |                                                                       | SC Rotation Leipzig (Mähne, ..., ..., ...)                          |
| 1958     | SC Rotation Leipzig (Adler, Mähne, Göhle, Schröder)                 | SC Dynamo Berlin                                                      | SC Einheit Berlin                                                   |
| 1959     | SC Dynamo Berlin (Gröning, Nitzsche, Klieme, Stäber)                | SC Rotation Leipzig                                                   | SG Dynamo Cottbus                                                   |
| 1960     | nicht ausgetragen                                                   | nicht ausgetragen                                                     | nicht ausgetragen                                                   |
| 1961     | SC Einheit Berlin (Köhler, Klieme, Barleben, Schmelzer)             | SG Dynamo Gera                                                        | SG Dynamo Cottbus                                                   |
| 1962     | SC Einheit Berlin (Barleben, Klieme, Köhler, Schmelzer)             | SC Dynamo Berlin (Hanke, Gröning, Pommerenke, Turowski)               | SC Rotation Leipzig (Hillert, Hochschild, Markwardt, Zuchold)       |
| 1963     | TSC Berlin (Barleben, Köhler, Kißner, Schmelzer)                    | SC Leipzig (Hancke, Hochschild, Hillert, Zuchold)                     | SC Karl-Marx-Stadt (Aurich, Franz, Nicklitzsch, Riemann)            |
| 1964     | TSC Berlin (Barleben, Kißner, Köhler, Schmelzer)                    | SC Leipzig (Hancke, Hochschild, Turowski, Zuchold)                    | SC Karl-Marx-Stadt (Aurich, Franz, Schröder, Riemann)               |
| 1965     | SC Karl-Marx-Stadt (Aurich, Franz, Schröder, Sperl)                 | ASK Vorwärts Leipzig (Leisering, Stamm, Schmalz, Täschl)              | SC Dynamo Berlin (Klinger, Wanzlick, Pohl, Weihe)                   |
| 1966     | TSC Berlin (Köhler, Rose, Schmelzer, Schultz)                       | SC Dynamo Berlin (Weihe, Wanzlick, Richter, Klinger)                  | SC Karl-Marx-Stadt (Franz, Aurich, Ulbricht, Sperl)                 |
| 1967     | SC Dynamo Berlin (Baer, Richter, Bernd Schreiber, Weihe)            | TSC Berlin (Huschke, Rose, Schmelzer, Thielecke)                      | SC Karl-Marx-Stadt (Aurich, Franz, Richter, Ulbricht)               |
| 1968     | SC Dynamo Berlin (Kahnt, Richter, Bernd Schreiber, Schönfeld)       | TSC Berlin (Huschke, Milde, Rose, Schmelzer)                          | ASK Vorwärts Leipzig (Haustein, Meske, Richter, Willgruber)         |
| 1969     | TSC Berlin (Huschke, Schmelzer, Unterwalder, Milde)                 | SC Dynamo Berlin (Richter, Engelsleben, Bernd Schreiber, Schönfeld)   | SC Karl-Marx-Stadt (Franz, Franke, Grunau, Richter)                 |
| 1970     | SC Dynamo Berlin (Richter, Bernd Schreiber, Kahnt, Schönfeld)       | TSC Berlin (Huschke, Unterwalder, Milde, Keßler)                      | SC Karl-Marx-Stadt (Richter, Ulbricht, Grunau, Obermann)            |
| 1971     | TSC Berlin (Huschke, Grünke, Unterwalder, Keßler)                   | SC DHfK Leipzig (Gruner, Dähne, Hoffmann, Greil)                      | SC Karl-Marx-Stadt (Lötzsch, Richter, Obermann, Ulbricht)           |
| 1972     | SC DHfK Leipzig (Greil, Gruner, Hoffmann, Tischoff)                 | SC Karl-Marx-Stadt (Knoch, Möckel, Neuer, Wiegand)                    | TSC Berlin (Bartels, Eichler, Kessler, Siermann)                    |
| 1973     | SC Karl-Marx-Stadt (Neuer, Richter, Ulbricht, Wiegand)              | TSC Berlin (Bartels, Milde, Siermann, Unterwalder)                    | ASK Vorwärts Leipzig (Borrmann, Dürpisch, Grünke, Rudolph)          |
| 1974     | TSC Berlin (Grünke, Huschke, Siermann, Unterwalder)                 | ASK Vorwärts Frankfurt/Oder (Dürpisch, Karstedt, Rudolph, Schneikart) | SC Karl-Marx-Stadt (Rottluff, Ulbricht, Wiegand, Wolf)              |
| 1975     | TSC Berlin (Bartels, Huschke, Siermann, Unterwalder)                | SC Karl-Marx-Stadt (Neuer, Richter, Wiegand, Wolf)                    | ASK Vorwärts Frankfurt/Oder (Borrmann, Dürpisch, Nagel, Schneikart) |
| 1976     | TSC Berlin (Bartels, Huschke, Stein, Unterwalder)                   | ASK Vorwärts Frankfurt/Oder (Borrmann, Dürpisch, Nagel, Müller)       | SC Dynamo Berlin (Langanke, Kickeritz, Trittel, Kölling)            |
| 1977     | TSC Berlin (Bartels, Stein, Herder, Unterwalder)                    | ASK Vorwärts Frankfurt/Oder (Borrmann, Daun, Dürpisch, Pohl)          | TSC Berlin (Hill, Thiele, Nauroschat, Grünke)                       |
| 1978     | ASK Vorwärts Frankfurt/Oder (Dürpisch, D. Pohl, H.-J. Pohl, Müller) | SC Karl-Marx-Stadt (Hernig, Stier, Wiegand, Wolf)                     | SC Cottbus (Kummer, Sinske, Thoms, Winkler)                         |
| 1979     | SC Karl-Marx-Stadt (Wolf, Wiegand, Hernig, Rudolph)                 | SC Dynamo Berlin (Lippold, Trittel, Heine, Buder)                     | TSC Berlin (Unterwalder, Stein, Grünke, Koller)                     |
| 1980     | SC Karl-Marx-Stadt (Wolf, Wiegand, Hernig, Stier)                   | SC Dynamo Berlin (Heine, Trittel, Buder, Dittert)                     | ASK Vorwärts Frankfurt/Oder (Müller, Pohl, Schnelle, Kaiser)        |
| 1981     | SC Dynamo Berlin (Gu.Buder, Ge. Buder, Trittel, Dittert)            | ASK Vorwärts Frankfurt/Oder (Müller, Richter, Schnelle, Ramm)         | SC Karl-Marx-Stadt (Wolf, Stein, Hernig, Stier)                     |
| 1982     | SC Karl-Marx-Stadt (Hernig, Stein, Stier, Wolf)                     | SC Dynamo Berlin (Gu. Buder, Ge. Buder, Siggelkow, Dittert)           | ASK Vorwärts Frankfurt/Oder (Pohl, Müller, Schnelle, Ramm)          |
| 1983     | SC Karl-Marx-Stadt (Hernig, Stein, Stier, Wolf)                     | SC Turbine Erfurt (Macha, Meisch, Trömer, Windorf)                    | SC Cottbus (Kummer, Meier, Münnich, Winkler)                        |
| 1984     | SC Karl-Marx-Stadt (Hernig, Stein, Stier, Wolf)                     | SC Turbine Erfurt (Macha, Windorf, Hochfeld, Stück)                   | SC Dynamo Berlin (Buder, Trittel, Wolf, Siggelkow)                  |
| 1985     | SC Turbine Erfurt (Backhaus, Hochfeld, Stück, Windorf)              | ASK Vorwärts Frankfurt/Oder (Kapuste, Schiewek, Schnelle, Prix)       | SC Dynamo Berlin (Dittert, Müller, Fuhrmann, Siggelkow)             |
| 1986     | SC Cottbus (Blochwitz, Hennig, Meier, Donath)                       | SC Turbine Erfurt (Backhaus, Hochfeld, Stück, Preißler)               | SC Dynamo Berlin (Dittert, Gebauer, Fuhrmann, Siggelkow)            |
| 1987     | SC Cottbus (Blochwitz, Hennig, Meier, Will)                         | SC DHfK Leipzig (Liese, Lehmann, Gruhle, Peter)                       | SC Turbine Erfurt (Hochfeld, Stück, Preißler, Naue)                 |
| 1988     | SC DHfK Leipzig (Liese, Lehmann, Kölling, Peter)                    | SC Cottbus (Blochwitz, Hennig, Meier, Will)                           | SC Dynamo Berlin (Dittert, Gebauer, Schmökel, Wolf)                 |
| 1989     | SC Turbine Erfurt (Bach, Preißler, Stück, Windorf)                  | SC DHfK Leipzig (Liese, Lehmann, Kölling, Peter)                      | TSC Berlin (Güthe, Richter, Vogel, Zabel)                           |

#### Punktefahren
| Jahr     | DDR-Meister                               | Zweiter                                   | Dritter                                   |
| -------- | ----------------------------------------- | ----------------------------------------- | ----------------------------------------- |
| 1949 (1) | Paul Scherner (Fortuna Erfurt)            | Edgar Schatz (Halle)                      |                                           |
| 1981     | Detlef Macha (SC Turbine Erfurt)          | Thomas Schnelle (ASK Vorw. Frankfurt/O)   | Hans-Joachim Pohl (ASK Vorw. Frankfurt/O) |
| 1982     | Detlef Macha (SC Turbine Erfurt)          | Hans-Joachim Pohl (ASK Vorw. Frankfurt/O) | Thomas Schnelle (ASK Vorw. Frankfurt/O)   |
| 1983     | Hans-Joachim Pohl (ASK Vorw. Frankfurt/O) | Volker Winkler (SC Cottbus)               | Dieter Stein (TSC Berlin)                 |
| 1984     | Dieter Stein (TSC Berlin)                 | Carsten Wolf (SC Dynamo Berlin)           | Jörg Windorf (SC Turbine Erfurt)          |
| 1985     | Lutz Haueisen (SG Wismut Gera)            | Carsten Wolf (SC Dynamo Berlin)           | Gerald Mortag (SG Wismut Gera)            |
| 1986     | Olaf Ludwig (SG Wismut Gera)              | Ekkehard Ramm (ASK Vorw. Frankfurt/O)     | Hans-Joachim Pohl (ASK Vorw. Frankfurt/O) |
| 1987     | Olaf Ludwig (SG Wismut Gera)              | Ekkehard Ramm (ASK Vorw. Frankfurt/O)     | Hans-Joachim Pohl (ASK Vorw. Frankfurt/O) |
| 1988     | René Richter (TSC Berlin)                 | Olaf Ludwig (SG Wismut Gera)              | Hans-Joachim Pohl (ASK Vorw. Frankfurt/O) |
| 1989     | Carsten Wolf (SC Dynamo Berlin)           | Frank Seeland (SG Wismut Gera)            | Frank Peter (SC DHfK Leipzig)             |

#### Tandemrennen
| Jahr | DDR-Meister                                                                  | Zweiter                                                                                 | Dritter                                                                       |
| ---- | ---------------------------------------------------------------------------- | --------------------------------------------------------------------------------------- | ----------------------------------------------------------------------------- |
| 1952 | Bruno Zieger / Georg Stoltze (BSG Post Erfurt)                               | Günter Oldenburg / Georg Sternberg (BSG Empor Berlin-Nord)                              | Hans Zimoch / Helmut Richard Körnig (BSG Rotation Leipzig-Ost)                |
| 1953 | Horst Pötsch / Erich Mähne (BSG Rotation Leipzig-Ost)                        | Hans Zimoch / Günter Fleck (BSG Rotation Leipzig-Ost)                                   | Günter Oldenburg / Franke (BSG Empor Nord Berlin / SV Wismut Karl-Marx-Stadt) |
| 1954 | Wolfgang Oertel / Karl-Heinz Zinke (SC Wismut Karl-Marx-Stadt)               | Heinz Wahl / Manfred Kabunka (BSG Einheit Berliner Bären / BSG Turbine Gaswerke Berlin) | Hans Zimoch / Rolf Nitzsche (SC Rotation Leipzig / BSG Motor Zittau)          |
| 1955 | Werner Malitz / Heinz Wahl (SC Einheit Berlin)                               |                                                                                         |                                                                               |
| 1956 | Rolf Nitzsche / Joachim Popke (SC Dynamo Berlin)                             |                                                                                         |                                                                               |
| 1957 | Rolf Nitzsche / Lothar Stäber (SC Dynamo Berlin)                             |                                                                                         |                                                                               |
| 1958 | Klaus Freund / Erich Mähne (SC Rotation Leipzig)                             | Rolf Nitzsche / Lothar Stäber (SC Dynamo Berlin)                                        | Karl-Heinz Zinke / Urbanek (SC Motor Karl-Marx-Stadt)                         |
| 1959 | Klaus Freund / Erich Mähne (SC Rotation Leipzig)                             | Helmut Lehmann / Jürgen Simon (SC Motor Karl-Marx-Stadt / SC Einheit Berlin)            | Karl-Heinz Zinke / Frank Nicklitsch (SC Motor Karl-Marx-Stadt)                |
| 1960 | Jürgen Simon / Konrad Irmschler (SC Einheit Berlin / SC Dynamo Berlin)       | Karl-Heinz Peter / Lothar Stäber (SC Einheit Berlin / SC Dynamo Berlin)                 | Karl-Heinz Zinke / Frank Nicklitsch (SC Motor Karl-Marx-Stadt)                |
| 1961 | Lothar Stäber / Senger (SC Dynamo Berlin)                                    | Jürgen Simon / Konrad Irmschler (SC Einheit Berlin / SC Dynamo Berlin)                  | Karl-Heinz Zinke / Frank Nicklitsch (SC Motor Karl-Marx-Stadt)                |
| 1962 | Rainer Schöne / Rainer Marx (SC Rotation Leipzig / SC M. Karl-Marx-Stadt)    | Erhard Pesch / Wolfgang Tertschek (SC Rotation Leipzig)                                 | Hans-Jürgen Klunker / Jürgen Simon (ASK Vorwärts Leipzig / SC Einheit Berlin) |
| 1963 | Jürgen Simon / Konrad Irmschler (TSC Berlin / SC Dynamo Berlin)              | Karl-Heinz Peter / Wilfried Weihe (SC Dynamo Berlin)                                    | Rainer Schöne / Rainer Marx (SC Leipzig / SC Karl-Marx-Stadt)                 |
| 1964 | Hans-Jürgen Klunker / Wolfgang Tertschek (ASK Vorwärts Leipzig / SC Leipzig) | Jürgen Geschke / Rainer Marx (TSC Berlin / SC Karl-Marx-Stadt)                          | Rainer Schöne / Schmidt (SC Leipzig)                                          |
| 1965 | Rainer Marx / Junge (SC Karl-Marx-Stadt)                                     | Hans-Jürgen Klunker / Wolfgang Tertschek (ASK Vorwärts Leipzig / SC Leipzig)            | Thomas Huschke / Ruppin (TSC Berlin)                                          |
| 1966 | Rainer Marx / Karl Richter (SC Karl-Marx-Stadt)                              | Jürgen Geschke / Wolfgang Schmelzer (TSC Berlin)                                        | Hans-Jürgen Klunker / Michael Bäßler (ASK Vorwärts Leipzig)                   |
| 1967 | Junge / Karl Richter (SC Karl-Marx-Stadt)                                    | Hans-Jürgen Klunker / Michael Bäßler (ASK Vorwärts Leipzig)                             | Werner Otto / Volkmar Linke (SC Dynamo Berlin)                                |
| 1968 | Werner Otto / Jürgen Geschke (SC Dynamo Berlin / TSC Berlin)                 | Hans-Jürgen Klunker / Michael Bäßler (ASK Vorwärts Leipzig)                             | Hans-Jürgen Rottluff / Karl Richter (SC Karl-Marx-Stadt)                      |
| 1969 | Werner Otto / Jürgen Geschke (SC Dynamo Berlin / TSC Berlin)                 | Hans-Jürgen Rottluff / Karl Richter (SC Karl-Marx-Stadt)                                | Detlef Lieffertz / Petersen (SC DHfK Leipzig / ASK Vorwärts Leipzig)          |
| 1970 | Werner Otto / Jürgen Geschke (SC Dynamo Berlin / TSC Berlin)                 | Hans-Jürgen Rottluff / Karl Richter (SC Karl-Marx-Stadt)                                | Richard Maltritz / Bernd Limacher (SC Turbine Erfurt)                         |
| 1971 | Werner Otto / Jürgen Geschke (SC Dynamo Berlin / TSC Berlin)                 | Hans-Jürgen Rottluff / Hans-Jürgen Knoch (SC Karl-Marx-Stadt)                           | Richard Maltritz / Peter Eichstädt (SC Turbine Erfurt / TSC Berlin)           |
| 1972 | Peter Eichstädt / Klaus-Jürgen Grünke (TSC Berlin)                           | Hans-Jürgen Rottluff / Karl Richter (SC Karl-Marx-Stadt)                                | Wolfgang Rengert / Emanuel Raasch (SC Cottbus / SC Dynamo Berlin)             |
| 1973 | Peter Eichstädt / Klaus-Jürgen Grünke (TSC Berlin)                           | Wolfgang Rengert / Emanuel Raasch (SC Cottbus / SC Dynamo Berlin)                       | Werner Otto / Jürgen Geschke (SC Dynamo Berlin / TSC Berlin)                  |

#### Zweier-Mannschaftsfahren
| Jahr     | DDR-Meister                                                                | Zweiter                                                                             | Dritter                                                                          |
| -------- | -------------------------------------------------------------------------- | ----------------------------------------------------------------------------------- | -------------------------------------------------------------------------------- |
| 1949 (1) | Horst Heinemann / Paul Scherner (Erfurt)                                   | Edgar Schatz / Hamel (Halle)                                                        |                                                                                  |
| 1950     | Bruno Zieger / Georg Stoltze (BSG KWU Erfurt)                              | Karl-Heinz Neie / Bergmann (Willy Sänger Potsdam)                                   | Hans Friese / Henry Urban (BSG Diamant Chemnitz)                                 |
| 1951     | Günter Oldenburg / Heinz Busse (BSG HO Berlin)                             | Hans Wagner / Georg Sternberg (BSG Rotation Berlin)                                 | Horst Pötsch / Hans Zimoch (BSG Motor Polygraph Leipzig / BSG Motor LES Leipzig) |
| 1952     | Rolf Nitzsche / Heinz Rölke (BSG Motor Zittau)                             | Erich Zawadski / Heinz Busse (Berlin)                                               | Bruno Zieger / Georg Stoltze (BSG KWU Erfurt)                                    |
| 1953     | Günter Fleck / Erich Mähne (BSG Rotation Leipzig-Ost)                      | Heinz Zimoch / Rolf Nitzsche (BSG Rotation Leipzig-Ost / SV Wismut Karl-Marx-Stadt) | Hans Wagner / Benno Funda (BSG Rotation Berlin / BSG Einheit Berliner Bär)       |
| 1954     | Gerhard Löffler / Manfred Klieme (SC Rotation Leipzig / BSG Semper Berlin) | Brandis / Höntze (BSG Post Potsdam)                                                 | Hans Wagner / Heinz Wahl (BSG Einheit Berliner Bär)                              |
| 1955     | Ronald Maraun / Fritz Jährling (SC Einheit Berlin)                         |                                                                                     |                                                                                  |
| 1956     | Horst Tüller / Fritz Jährling (SC Einheit Berlin)                          |                                                                                     |                                                                                  |
| 1957     | Heinz Wahl / Hans Wagner (SC Einheit Berlin)                               |                                                                                     |                                                                                  |
| 1958     | Siegfried Köhler / Werner Malitz (SC Einheit Berlin)                       | Manfred Klieme / Ludwig (SC Dynamo Berlin)                                          | Beger / Petzschke (BSG Stahl Riesa)                                              |
| 1959     | Rainer Pluskat / Harry Seidel (SC Einheit Berlin)                          | Egon Adler / Beger (SC Rotation Leipzig)                                            | Rolf Nitzsche / Manfred Klieme (SC Dynamo Berlin)                                |
| 1960     | Konrad Irmschler / Konrad Nentwig (SC Dynamo Berlin)                       | Karl-Heinz Peter / Horst Oldenburg (SC Einheit Berlin)                              | Förster / Zenkert (SG Dynamo Dresden)                                            |
| 1961     | Siegfried Köhler / Wolfgang Schmelzer (SC Einheit Berlin)                  | Bernd Barleben / Manfred Klieme (SC Einheit Berlin)                                 | Erhard Hancke / Huppke (SG Dynamo Gera)                                          |
| 1962     | Bernd Barleben / Manfred Klieme (SC Einheit Berlin)                        | Peter Gröning / Huppke (SC Dynamo Berlin)                                           | Dieter Zuchold / Markwardt (SC Rotation Leipzig)                                 |
| 1963     | Siegfried Köhler / Wolfgang Schmelzer (TSC Berlin)                         | Bernd Barleben / Jürgen Kißner (TSC Berlin)                                         | Sander / Klaus Kellermann (ASK Vorwärts Leipzig)                                 |
| 1964     | Kurt Pommerenke / Jürgen Wanzlick (SC Dynamo Berlin)                       | Hans-Joachim Haustein / Schmalz (ASK Vorwärts Leipzig)                              | Bernd Barleben / Jürgen Kißner (TSC Berlin)                                      |
| 1965     | Siegfried Köhler / Wolfgang Schmelzer (TSC Berlin)                         | Sander / Dieter Zuchold (SC Leipzig)                                                | Wolfgang Stamm / Tächl (ASK Vorwärts Leipzig)                                    |
| 1966     | Siegfried Köhler / Wolfgang Schmelzer (TSC Berlin)                         | Jürgen Wanzlick / Wilfried Weihe (SC Dynamo Berlin)                                 | Aurich / Schröder (SC Karl-Marx-Stadt)                                           |
| 1967     | Siegfried Köhler / Wolfgang Schmelzer (TSC Berlin)                         | Hans-Jürgen Klunker / Erhard Hancke (ASK Vorwärts Leipzig / SC Leipzig)             | Volker Schönfeld / Hans-Jürgen Stupka (SG Dynamo Gera-Mitte)                     |
| 1968     | Heinz Richter / Wilfried Weihe (SC Dynamo Berlin)                          | Thomas Huschke / Wolfgang Schmelzer (TSC Berlin)                                    | Manfred Dähne / Herbert Richter (SC DHfK Leipzig / SC Karl-Marx-Stadt)           |
| 1969     | Hans-Joachim Haustein / Horst Willgruber (ASK Vorwärts Leipzig)            | Hassner / Manfred Ulbricht (SC Karl-Marx-Stadt)                                     | Wolfgang Schmelzer / Thomas Huschke (TSC Berlin)                                 |
| 1970     | Heinz Richter / Thomas Huschke (SC Dynamo Berlin / TSC Berlin)             | Wolfgang Schmelzer / Jörg Engelsleben (BSG Post Berlin)                             | Manfred Ulbricht / Herbert Richter (SC Karl-Marx-Stadt)                          |
| 1971     | Heinz Richter / Thomas Huschke (SC Dynamo Berlin / TSC Berlin)             | Wolfgang Schmelzer / Hans-Jürgen Stupka (BSG Post Berlin / SG Dynamo Gera-Mitte)    | Manfred Ulbricht / Herbert Richter (SC Karl-Marx-Stadt)                          |
| 1972     | Heinz Richter / Thomas Huschke (SC Dynamo Berlin / TSC Berlin)             | Manfred Ulbricht / Herbert Richter (SC Karl-Marx-Stadt)                             | Gunter Hoffmann / Bernd Kessler (SC DHfK Leipzig / TSC Berlin)                   |
| 1973     | Manfred Ulbricht / Herbert Richter (SC Karl-Marx-Stadt)                    | Helmut Taudte / Bernd Limacher (SC Turbine Erfurt)                                  | Horst Bartels / Michael Siermann (TSC Berlin)                                    |
| 1974     | Klaus-Dieter Greil / Horst Wagner (SC DHfK Leipzig)                        | Möckel / Klaus-Jürgen Grünke (SC Karl-Marx-Stadt / TSC Berlin)                      | Helmut Taudte / Bernd Limacher (SC Turbine Erfurt)                               |
| 1975     | Helmut Taudte / Klaus-Dieter Schenk (SC Turbine Erfurt)                    | Matthias Wiegand / Andreas Neuer (SC Karl-Marx-Stadt)                               | Michael Milde / Klaus-Jürgen Grünke (TSC Berlin)                                 |
| 1976     | Thomas Huschke / Uwe Unterwalder (TSC Berlin)                              | Horst Bartels / Dieter Stein (TSC Berlin)                                           | Helmut Taudte / Klaus-Dieter Schenk (SC Turbine Erfurt)                          |
| 1977     | nicht ermittelt                                                            | nicht ermittelt                                                                     | nicht ermittelt                                                                  |
| 1978     | nicht ermittelt                                                            | nicht ermittelt                                                                     | nicht ermittelt                                                                  |
| 1979     | Helmut Taudte / Thomas Helbig (SC Turbine Erfurt)                          | Uwe Unterwalder / Dieter Stein (TSC Berlin)                                         | Lutz Haueisen / Jürgen Lippold (SG Wismut Gera / SC Dynamo Berlin)               |
| 1980     | Volker Winkler / Dieter Stein (SC Cottbus / TSC Berlin)                    | Bernd Dittert / Ottmar Trittel (SC Dynamo Berlin)                                   | Jürgen Kummer / Bernd Kaiser (SC Cottbus / ASK Vorwärts Frankfurt/O)             |
| 1981     | Dieter Stein / Frank Kühn (TSC Berlin)                                     | Böhme / Steffen Stier (SC Karl-Marx-Stadt)                                          | Gerald Mortag / Jens Gollhardt (SG Wismut Gera)                                  |
| 1982     | Hans-Joachim Pohl / Thomas Schnelle (ASK Vorwärts Frankfurt/O)             | Bernd Dittert / Gerald Buder (SC Dynamo Berlin)                                     | Mario Hernig / Steffen Stier (SC Karl-Marx-Stadt)                                |
| 1983     | Gerald Mortag / Jörg Köhler (SG Wismut Gera)                               | Axel Grosser / Jens Wittek (SC DHfK Leipzig)                                        | Hans Matern / Ottmar Trittel (SC Dynamo Berlin)                                  |
| 1984     | Axel Grosser / Jens Wittek (SC DHfK Leipzig)                               | Michael Köller / Frank Kühn (TSC Berlin)                                            | Gerald Mortag / Frank Seeland (SG Wismut Gera)                                   |

#### Steherrennen
| 1951 | Ronald Maraun (Berlin) hinter Wedermann (Leipzig)                         | Gerhard Grauert (Altenburg) hinter Erhard Kempter (Halle)                 | Roland Elste (BSG Motor Chemnitz-Siegmar) hinter Holm Rommel (Leipzig) |  |  |
| 1952 | Ronald Maraun (Berlin) hinter Horst Aurich (Leipzig)                      | Werner Hanusch (Berlin) hinter Werner Kirmse (Halle)                      | Erich Stammer (Leipzig) hinter Alfons Reich (Leipzig)                  |  |  |
| 1953 | Erich Zawadski (BSG Empor Nord Berlin) hinter Herbert Schondorf (Berlin)  | Erich Stammer (BSG Motor Polygraph Leipzig) hinter Alfons Reich (Leipzig) | Gerhard Grauert (BSG Empor Altenburg) hinter Erhard Kempter (Halle)    |  |  |
| 1954 | Erich Stammer (BSG Motor Polygraph Leipzig) hinter Alfons Reich (Leipzig) | Gerd Thiemichen (BSG Chemie Leipzig) hinter Holm Rommel (Leipzig)         | Fritz Heinrich (BSG Chemie Leipzig) hinter Erhard Kempter (Halle)      |  |  |
| 1955 | Bruno Zieger hinter Horst Aurich                                          | Gerd Thiemichen (BSG Chemie Leipzig) hinter Holm Rommel (Leipzig)         | Karl-Heinz Lehmann (Leipzig) hinter Herbert Schondorf (Berlin)         |  |  |
| 1956 | Bruno Zieger hinter Horst Aurich                                          | Erich Stammer (Leipzig) hinter Herbert Schondorf (Berlin)                 | Rudi Keil hinter Dieter Lippmann                                       |  |  |
| 1957 | Bruno Zieger hinter Horst Aurich                                          | Ernst Hermann hinter Erich Krüger                                         | Erich Stammer (Leipzig) hinter Herbert Schondorf (Berlin)              |  |  |
| 1958 | Heinz Wahl hinter Herbert Schondorf                                       | Lothar Meister I hinter Horst Aurich                                      | Peter Gröning hinter Erich Reim                                        |  |  |
| 1959 | Lothar Meister I hinter Fritz Erdenberger                                 | Heinz Wahl hinter Herbert Schondorf                                       | Peter Schindler hinter Karl-Heinz Kirchner                             |  |  |
| 1960 | Lothar Meister I hinter Horst Aurich                                      | Siegfried Wustrow hinter Holm Rommel                                      | Georg Stoltze hinter Fritz Erdenberger                                 |  |  |
| 1961 | Siegfried Wustrow hinter Erich Zawadski                                   | Heinz Wahl hinter Herbert Schondorf                                       | Georg Stoltze hinter Fritz Erdenberger                                 |  |  |
| 1962 | Dieter Thoß hinter Fritz Erdenberger                                      | Günter Auerswald hinter Erich Krüger                                      | Siegfried Wustrow hinter Holm Rommel                                   |  |  |
| 1963 | Georg Stoltze hinter Erich Zawadski                                       | Günter Auerswald hinter Erich Krüger                                      | Günter Bleihöfer hinter Horst Aurich                                   |  |  |
| 1964 | Manfred Klieme hinter Heinz Stöber                                        | Günter Auerswald hinter Erich Krüger                                      | Dieter Thoß hinter Fritz Erdenberger                                   |  |  |
| 1965 | Karl Kaminski hinter Heinz Stöber                                         | Günter Auerswald hinter Erich Krüger                                      | Ekkehard Kollmann hinter Herbert Schondorf                             |  |  |
| 1966 | Dieter Zuchold hinter Fritz Erdenberger                                   | Georg Stoltze hinter Erich Zawadski                                       | Manfred Klieme hinter Heinz Stöber                                     |  |  |
| 1967 | Carl Riedel hinter Hermann Kretzsch                                       | Karl Kaminski hinter Heinz Stöber                                         | Günter Hillert hinter Herbert Schondorf                                |  |  |
| 1968 | Karl Kaminski hinter Erich Krüger                                         | Günter Hillert hinter Herbert Schondorf                                   | Willi Czudeck hinter Walter Schattmann                                 |  |  |
| 1969 | Wolfgang Schmelzer hinter Heinz Stöber                                    | Karl Kaminski hinter Erich Krüger                                         | Manfred Schultz hinter Georg Sternberg                                 |  |  |
| 1970 | Wolfgang Schmelzer hinter Heinz Stöber                                    | Karl Kaminski hinter Erich Krüger                                         | Erhard Hancke hinter Carl Riedel                                       |  |  |
| 1971 | Wolfgang Schmelzer hinter Heinz Stöber                                    | Karl Kaminski hinter Erich Krüger                                         | Hans-Jürgen Stupka hinter Georg Sternberg                              |  |  |
| 1972 | Wolfgang Schmelzer hinter Heinz Stöber                                    | Willi Czudeck hinter Horst Aurich                                         | Bernd Schramm hinter Günter Albrecht, Erich Krüger                     |  |  |
| 1973 | Karl Kaminski hinter Georg Sternberg                                      | Wolfgang Schmelzer hinter Heinz Stöber                                    | Bernd Schramm hinter Günter Albrecht                                   |  |  |
| 1974 | Karl Kaminski hinter Georg Sternberg                                      | Willi Czudeck hinter Heinz Stöber                                         | Roland Barts hinter Carl Riedel                                        |  |  |
| 1975 | Karl Kaminski hinter Georg Sternberg                                      | Günter Gottlieb hinter Erich Krüger                                       | Dieter Gonschorek hinter Günter Albrecht                               |  |  |
| 1976 | Karl Kaminski hinter Erich Krüger                                         | Norbert Dürpisch hinter Herbert Schondorf                                 | Günter Gottlieb hinter Hartmut Laß                                     |  |  |
| 1977 | Thomas Huschke hinter Georg Sternberg                                     | Horst Magnus hinter Gerhard Rüger                                         | Karl Kaminski hinter Carl Riedel                                       |  |  |
| 1978 | Karl Kaminski hinter Georg Sternberg                                      | Günter Gottlieb                                                           | Michael Schiffner                                                      |  |  |
| 1979 | Günter Gottlieb hinter Gerhard Rüger                                      | Thomas Huschke hinter Georg Sternberg                                     | Dieter Hillert hinter Günter Hillert                                   |  |  |
| 1980 | Günter Gottlieb hinter Gerhard Rüger                                      | Gert Forke hinter Jochen Cramer                                           | Ronald Hempel hinter Günter Albrecht                                   |  |  |
| 1981 | Günter Gottlieb hinter Gerhard Rüger                                      | Jens Kunath hinter Günter Hillert                                         | Jürgen Ehm hinter Erich Krüger                                         |  |  |
| 1982 | Günter Gottlieb hinter Gerhard Rüger                                      | Ronald Hempel hinter Carl Riedel                                          | Jens Kunath hinter Günter Hillert                                      |  |  |
| 1983 | Günter Gottlieb hinter Gerhard Rüger                                      | Ronald Hempel hinter Carl Riedel                                          | Konrad Rohloff hinter Günter Hillert                                   |  |  |
| 1984 | Jörg Flohrer hinter Dieter Hillert                                        | Günter Gottlieb hinter Günter Hillert                                     | Ronald Hempel hinter Carl Riedel                                       |  |  |
| 1985 | Ronald Hempel hinter Carl Riedel                                          | Jens Kunath hinter Günter Hillert                                         | Frank Herzog hinter Georg Sternberg                                    |  |  |
| 1986 | Ronald Hempel hinter Carl Riedel, Jochen Cramer, Lutz Weiß                | Jörg Flohrer hinter Dieter Hillert                                        | Frank Herzog hinter Gerhard Rüger                                      |  |  |
| 1987 | Ronald Hempel hinter Carl Riedel                                          | Frank Herzog hinter Gerhard Rüger                                         | Jürgen Ehm hinter Wilfried Mauf                                        |  |  |
| 1988 | Ralf Keller hinter Dieter Hillert                                         | Holger Ehnert hinter Günter Hillert                                       | Falk Schlosser hinter Wilfried Mauf                                    |  |  |
| 1989 | Ralf Keller hinter Dieter Hillert                                         | Holger Ehnert hinter Wilfried Mauf                                        | Harry Kühnelt hinter Lutz Weiß                                         |  |  |
| 1990 | Ralf Keller hinter Dieter Hillert                                         | Holger Ehnert hinter Carl Riedel                                          | Ronald Hempel hinter Gerhard Rüger                                     |  |  |

### Frauen

#### Sprint
| Jahr | DDR-Meisterin                             | Zweite                                      | Dritte                                    |
| ---- | ----------------------------------------- | ------------------------------------------- | ----------------------------------------- |
| 1960 | Andrea Elle (SC Einheit Berlin)           | Ingrid Kutter (BSG Motor Dresden)           | Renate Stecher (BSG Chemie Buna)          |
| 1961 | Karla Günther (SC Einheit Berlin)         | Karin Stüwe (SC Einheit Berlin)             | Andrea Elle (SC Einheit Berlin)           |
| 1962 | Karla Günther (SC Einheit Berlin)         | Karin Stüwe (SC Einheit Berlin)             | Helga Johanny (SC Rotation Leipzig)       |
| 1963 | Karla Günther (TSC Berlin)                | Elisabeth Kleinhans (SC DHfK Leipzig)       | Helga Johanny (SC Leipzig)                |
| 1964 | Karla Günther (TSC Berlin)                | Jutta Jänicke (TSC Berlin)                  | Elisabeth Eichholz (SC Leipzig)           |
| 1965 | Karla Günther (TSC Berlin)                | Karin Stüwe (TSC Berlin)                    | Heindörfer (SC Leipzig)                   |
| 1966 | Helga Johanny (TSC Berlin)                | Hannelore Mattig (TSC Berlin)               | Heidi Blobner (TSC Berlin)                |
| 1967 | Helga Johanny (TSC Berlin)                | Heidi Blobner (TSC Berlin)                  | Hannelore Mattig (TSC Berlin)             |
| 1968 | Hannelore Mattig (TSC Berlin)             |                                             |                                           |
| 1969 | Hannelore Mattig (TSC Berlin)             | Karin Stüwe (TSC Berlin)                    | Renate Damm (BSG Lok Berlin-Oberspree)    |
| 1970 | Renate Damm (BSG Lok Berlin-Oberspree)    | Bärbel Olsohn (BSG Lok Berlin-Oberspree)    | Roßkopf (BSG Einheit Leipzig-Ost)         |
| 1971 | Renate Damm (BSG Lok Berlin-Oberspree)    | Bärbel Olsohn (BSG Lok Berlin-Oberspree)    | Irene Teschke (BSG Lok Nordhausen)        |
| 1972 | Sylvia Will (BSG Einheit Gera)            | Martina Seiferth (BSG Traktor Großstöbnitz) | Renate Damm (BSG Lok Berlin-Oberspree)    |
| 1973 | Sylvia Will (BSG Einheit Gera)            | Uta Spott (BSG Lok Eilenburg)               | Bärbel Olsohn (BSG T. Gaswerke Berlin)    |
| 1974 | Sylvia Will (BSG Elektronik Gera)         | Iris Wünsche (BSG Traktor Großstöbnitz)     | Uta Spott (BSG Lok Eilenburg)             |
| 1975 | Andrea Fischer (BSG Traktor Großstöbnitz) | Uta Spott (BSG Lok Eilenburg)               | Helga Tetzner (BSG Lok Nordhausen)        |
| 1976 | Andrea Fischer (BSG Traktor Großstöbnitz) | Helga Tetzner (BSG Lok Nordhausen)          | Kießling (BSG Einheit Leipzig-Ost)        |
| 1977 | Andrea Fischer (BSG Einheit Leipzig-Ost)  | Helga Tetzner (BSG Lok Nordhausen)          | Grundwald (BSG Lok Schwerin)              |
| 1978 | Andrea Fischer (BSG Einheit Leipzig-Ost)  | Heidi Klawitter (BSG Einheit Leipzig-Ost)   | Elisabeth Onißeit (BSG Motor Weimar)      |
| 1979 | Andrea Fischer (SSG Bad Lausick)          | Heidi Klawitter (SSG Bad Lausick)           | Kießling (BSG Einheit Leipzig-Ost)        |
| 1980 | Christa Rothenburger (SC Einheit Dresden) | Sylvia Vierkotten (SC Einheit Dresden)      | Andrea Fischer (SSG Bad Lausick)          |
| 1981 | Christa Rothenburger (SC Einheit Dresden) | Heidi Klawitter (SSG Bad Lausick)           | Petra Richter (SC Karl-Marx-Stadt)        |
| 1982 | Christa Rothenburger (SC Einheit Dresden) | Petra Richter (SC Karl-Marx-Stadt)          | Ulrike Frank (SC Einheit Dresden)         |
| 1983 | Petra Richter (SC Karl-Marx-Stadt)        | Heidi Klawitter (BSG Einheit Radebeul)      | Sabine Zierold (BSG Einheit Radebeul)     |
| 1984 | Christa Rothenburger (SC Einheit Dresden) | Sabine Zierold (BSG Einheit Radebeul)       | Silke Bauerdorf (SG Dynamo Bischofswerda) |
| 1985 | Christa Rothenburger (SC Einheit Dresden) | Michaele Schiemenz (SC Cottbus)             | Sylke Luding (SC Einheit Dresden)         |
| 1986 | Christa Rothenburger (SC Einheit Dresden) | Michaele Schiemenz (SC Cottbus)             | Katrin Barnowski (TSC Berlin)             |
| 1987 | Christa Rothenburger (SC Einheit Dresden) | Michaele Schiemenz (SC Cottbus)             | Sinett Wolke (SC Cottbus)                 |
| 1988 | Christa Luding-Rothenburger (SCE)         | Sinett Wolke (SC Cottbus)                   | Annett Neumann (SC Cottbus)               |
| 1989 | Sinett Wolke (SC Cottbus)                 | Annett Neumann (SC Cottbus)                 | Freitag (ASK Vorwärts Frankfurt/O)        |

#### 500-m-Zeitfahren
| Jahr | DDR-Meisterin                             | Zweite                                                | Dritte                                    |
| ---- | ----------------------------------------- | ----------------------------------------------------- | ----------------------------------------- |
| 1961 | Karin Stüwe (TSC Berlin)                  | Andrea Elle (SC Einheit Berlin)                       | Karla Günther (SC Einheit Berlin)         |
| 1962 | Karin Stüwe (TSC Berlin)                  | Karla Günther (SC Einheit Berlin)                     | Helga Johanny (SC Rotation Leipzig)       |
| 1963 | Karin Stüwe (TSC Berlin)                  | Karla Günther (TSC Berlin)                            | Helga Johanny (SC Leipzig)                |
| 1964 | Elisabeth Eichholz (SC Leipzig)           | Karla Günther (TSC Berlin)                            | Karin Stüwe (TSC Berlin)                  |
| 1965 | Karla Günther (TSC Berlin)                | Elisabeth Eichholz (SC Leipzig)                       | Helga Johanny (TSC Berlin)                |
| 1966 | Hannelore Mattig (TSC Berlin)             | Karin Stüwe (TSC Berlin)                              | Helga Johanny (TSC Berlin)                |
| 1967 | Hannelore Mattig (TSC Berlin)             | Helga Johanny (TSC Berlin) Heidi Blobner (TSC Berlin) |                                           |
| 1968 | Hannelore Mattig (TSC Berlin)             | Heidi Blobner (TSC Berlin)                            | Karin Stüwe (TSC Berlin)                  |
| 1969 | Hannelore Mattig (TSC Berlin)             | Karin Stüwe (TSC Berlin)                              | Renate Damm (BSG Lok Berlin-Oberspree)    |
| 1970 | Renate Damm (BSG Lok Berlin-Oberspree)    | Bärbel Olsohn (BSG Lok Berlin-Oberspree)              | Irene Teschke (BSG Lok Nordhausen)        |
| 1971 | Renate Damm (BSG Lok Berlin-Oberspree)    | Sylvia Will (BSG Einheit Gera)                        | Bärbel Olsohn (BSG Lok Berlin-Oberspree)  |
| 1972 | Renate Damm (BSG Lok Berlin-Oberspree)    |                                                       |                                           |
| 1973 | Sylvia Will (BSG Einheit Gera)            | Uta Spott (BSG Lok Eilenburg)                         | Bärbel Olsohn (BSG T. Gaswerke Berlin)    |
| 1974 | Sylvia Will (BSG Elektronik Gera)         | Pritzkat (BSG Aufbau Altenburg)                       | Wünsche (BSG Traktor Großstöbnitz)        |
| 1975 | Andrea Fischer (BSG Traktor Großstöbnitz) | Helga Tetzner (BSG Lok Nordhausen)                    | Uta Spott (BSG Lok Eilenburg)             |
| 1976 | Andrea Fischer (BSG Traktor Großstöbnitz) | Helga Tetzner (BSG Lok Nordhausen)                    | Sylvia Will (BSG Elektronik Gera)         |
| 1977 | Andrea Fischer (BSG Einheit Leipzig-Ost)  | Böhl (SSG Bad Lausick)                                | Helga Tetzner (BSG Lok Nordhausen)        |
| 1978 | Andrea Fischer (BSG Einheit Leipzig-Ost)  | Heidi Klawitter (BSG Einheit Leipzig-Ost)             | Elisabeth Onißeit (BSG Motor Weimar)      |
| 1979 | Heidi Klawitter (SSG Bad Lausick)         | Christa Rothenburger (SC Einheit Dresden)             | Andrea Fischer (SSG Bad Lausick)          |
| 1980 | Christa Rothenburger (SC Einheit Dresden) | Heidi Klawitter (SSG Bad Lausick)                     | Ulrike Frank (SC Einheit Dresden)         |
| 1981 | Christa Rothenburger (SC Einheit Dresden) | Petra Richter (SC Karl-Marx-Stadt)                    | Heidi Klawitter (SSG Bad Lausick)         |
| 1982 | Christa Rothenburger (SC Einheit Dresden) | Heidi Klawitter (BSG Einheit Radebeul)                | Petra Richter (SC Karl-Marx-Stadt)        |
| 1983 | Petra Richter (SC Karl-Marx-Stadt)        | Heidi Klawitter (BSG Einheit Radebeul)                | Silke Bauerdorf (SG Dynamo Bischofswerda) |
| 1984 | Christa Rothenburger (SC Einheit Dresden) | Bock (BSG Rotation Leipzig-Ost)                       | Bär (BSG Lok Nordhausen)                  |
| 1985 | Christa Rothenburger (SC Einheit Dresden) | Michaele Schiemenz (SC Cottbus)                       | Sylke Luding (SC Einheit Dresden)         |
| 1986 | Christa Rothenburger (SC Einheit Dresden) | Katrin Barnowski (TSC Berlin)                         | Michaele Schiemenz (SC Cottbus)           |
| 1987 | Christa Rothenburger (SC Einheit Dresden) | Sinett Wolke (SC Cottbus)                             | Michaele Schiemenz (SC Cottbus)           |
| 1988 | Christa Luding-Rothenburger (SCE)         | Annett Neumann (SC Cottbus)                           | Sinett Wolke (SC Cottbus)                 |
| 1989 | Annett Neumann (SC Cottbus)               | Sinett Wolke (SC Cottbus)                             | Katrin Barnowski (TSC Berlin)             |

#### 3000-m-Einzelverfolgung
| Jahr | DDR-Meisterin                             | Zweite                                      | Dritte                                    |
| ---- | ----------------------------------------- | ------------------------------------------- | ----------------------------------------- |
| 1960 | Andrea Elle (SC Einheit Berlin)           | Elisabeth Kleinhans (BSG Lok Magdeburg)     | Ingrid Kutter (BSG Motor Dresden)         |
| 1961 | Andrea Elle (SC Einheit Berlin)           | Monika Hörig (SC Einheit Berlin)            | Nitschke (SC Rotation Leipzig)            |
| 1962 | Elisabeth Kleinhans (SC DHfK Leipzig)     | Andrea Elle (SC Einheit Berlin)             | Monika Hörig (SC Einheit Berlin)          |
| 1963 | Elisabeth Kleinhans (SC DHfK Leipzig)     | Andrea Elle (TSC Berlin)                    | Schuchardt (SC DHfK Leipzig)              |
| 1964 | Andrea Elle (TSC Berlin)                  | Elisabeth Eichholz (SC Leipzig)             | Monika Hörig (TSC Berlin)                 |
| 1965 | Hannelore Mattig (TSC Berlin)             | Elisabeth Eichholz (SC Leipzig)             | Heindörfer (SC Leipzig)                   |
| 1966 | Hannelore Mattig (TSC Berlin)             | Jutta Jänicke (BSG Empor Nord Berlin)       | Ilka List (SC Karl-Marx-Stadt)            |
| 1967 | Hannelore Mattig (TSC Berlin)             | Heidi Blobner (TSC Berlin)                  | Karin Stüwe (TSC Berlin)                  |
| 1968 | Hannelore Mattig (TSC Berlin)             | Renate Damm (BSG Lok Berlin-Oberspree)      | Monika Lieschke (TSC Berlin)              |
| 1969 | Hannelore Mattig (TSC Berlin)             | Renate Damm (BSG Lok Berlin-Oberspree)      | Roswitha Weirich (SG Dynamo Magdeburg)    |
| 1970 | Renate Damm (BSG Lok Berlin-Oberspree)    | Elisabeth Onißeit (BSG Motor Weimar)        | Roswitha Weirich (SG Dynamo Magdeburg)    |
| 1971 | Renate Damm (BSG Lok Berlin-Oberspree)    | Elisabeth Onißeit (BSG Motor Weimar)        | Bärbel Olsohn (BSG Lok Berlin-Oberspree)  |
| 1972 | Sylvia Will (BSG Einheit Gera)            | Martina Seiferth (BSG Traktor Großstöbnitz) | Renate Damm (BSG Lok Berlin-Oberspree)    |
| 1973 | Sylvia Will (BSG Einheit Gera)            | Elisabeth Onißeit (BSG Motor Weimar)        | Uta Spott (BSG Lok Eilenburg)             |
| 1974 | Sylvia Will (BSG Elektronik Gera)         | Elisabeth Onißeit (BSG Motor Weimar)        | Chella (BSG Lok Eilenburg)                |
| 1975 | Elisabeth Onißeit (BSG Motor Weimar)      | Helga Tetzner (BSG Lok Nordhausen)          | Andrea Fischer (BSG Traktor Großstöbnitz) |
| 1976 | Helga Tetzner (BSG Lok Nordhausen)        | Elisabeth Onißeit (BSG Motor Weimar)        | Andrea Fischer (BSG Traktor Großstöbnitz) |
| 1977 | Helga Tetzner (BSG Lok Nordhausen)        | Böhl (SSG Bad Lausick)                      | Elisabeth Onißeit (BSG Motor Weimar)      |
| 1978 | Heidi Klawitter (BSG Einheit Leipzig-Ost) | Elisabeth Onißeit (BSG Motor Weimar)        | Andrea Fischer (BSG Einheit Leipzig-Ost)  |
| 1979 | Heidi Klawitter (SSG Bad Lausick)         | Andrea Fischer (SSG Bad Lausick)            | Kießling (BSG Einheit Leipzig-Ost)        |
| 1980 | Heidi Klawitter (SSG Bad Lausick)         | Christa Rothenburger (SC Einheit Dresden)   | Andrea Fischer (SSG Bad Lausick)          |
| 1981 | Beate Romstedt (SC Turbine Erfurt)        | Heidi Klawitter (SSG Bad Lausick)           | Petra Richter (SC Karl-Marx-Stadt)        |
| 1982 | Heidi Klawitter (BSG Einheit Radebeul)    | Sabine Zierold (BSG Einheit Radebeul)       | Kießling (HSG DHfK Leipzig)               |
| 1983 | Petra Richter (SC Karl-Marx-Stadt)        | Heidi Klawitter (BSG Einheit Radebeul)      | Silke Bauerdorf (SG Dynamo Bischofswerda) |
| 1984 | Silke Bauerdorf (SG Dynamo Bischofswerda) | Sabine Zierold (BSG Einheit Radebeul)       | Nöske (BSG Motor Magdeburg Süd-Ost)       |
| 1985 | Susanne Götze (SC Turbine Erfurt)         | Silke Bauerdorf (SC Karl-Marx-Stadt)        | Resch (SC DHfK Leipzig)                   |
| 1986 | Petra Rossner (SC DHfK Leipzig)           | Susanne Götze (SC Turbine Erfurt)           | Fieseler (SC Cottbus)                     |
| 1987 | Petra Rossner (SC DHfK Leipzig)           | Katrin Ranger (SC DHfK Leipzig)             | Hettstedt (ASK Vorwärts Frankfurt/O)      |
| 1988 | Petra Rossner (SC DHfK Leipzig)           | Annette Woidt (SC Karl-Marx-Stadt)          | Hettstedt (ASK Vorwärts Frankfurt/O)      |
| 1989 | Diana Dörffelt (SC DHfK Leipzig)          | Annette Woidt (SC Karl-Marx-Stadt)          | Yvonne Reichmuth (SC Turbine Erfurt)      |

#### Punktefahren
| Jahr | DDR-Meisterin                        | Zweite                               | Dritte                                 |
| ---- | ------------------------------------ | ------------------------------------ | -------------------------------------- |
| 1985 | Silke Bauerdorf (SC Karl-Marx-Stadt) | Ines Muhlack (BSG Chemie Bitterfeld) | Gabi Röstel (SC DHfK Leipzig)          |
| 1986 | Petra Rossner (SC DHfK Leipzig)      | Angela Ranft (SC Karl-Marx-Stadt)    | Geyer (SC Karl-Marx-Stadt)             |
| 1987 | Petra Rossner (SC DHfK Leipzig)      | Katrin Ranger (SC DHfK Leipzig)      | Angela Ranft (SC Karl-Marx-Stadt)      |
| 1988 | Petra Rossner (SC DHfK Leipzig)      | Katrin Ranger (SC DHfK Leipzig)      | Angela Ranft (SC Karl-Marx-Stadt)      |
| 1989 | Cordula Vogel (SC Karl-Marx-Stadt)   | Kunkel (SC Cottbus)                  | Christina Schmidt (SC Karl-Marx-Stadt) |

## Winterbahn

### Männer

#### Sprint
| Jahr | DDR-Meister                            | Zweiter                             | Dritter                             |
| ---- | -------------------------------------- | ----------------------------------- | ----------------------------------- |
| 1976 | Siegfried Schreiber (SC Dynamo Berlin) | Jürgen Geschke (TSC Berlin)         | Wolfgang Rengert (SC Cottbus)       |
| 1977 | Emanuel Raasch (SC Dynamo Berlin)      | Jürgen Geschke (TSC Berlin)         | Rainer Künzel (SC Turbine Erfurt)   |
| 1978 | Lutz Heßlich (SC Cottbus)              | Ralf-Guido Kuschy (TSC Berlin)      | Christian Drescher (TSC Berlin)     |
| 1979 | Lutz Heßlich (SC Cottbus)              | Ralf-Guido Kuschy (TSC Berlin)      | Christian Drescher (TSC Berlin)     |
| 1980 | Lutz Heßlich (SC Cottbus)              | Emanuel Raasch (SC Dynamo Berlin)   | Ralf-Guido Kuschy (TSC Berlin)      |
| 1981 | Lutz Heßlich (SC Cottbus)              | Michael Hübner (SC Karl-Marx-Stadt) | Detlef Uibel (SC Cottbus)           |
| 1982 | Lutz Heßlich (SC Cottbus)              | Christian Drescher (TSC Berlin)     | Michael Hübner (SC Karl-Marx-Stadt) |
| 1983 | Lutz Heßlich (SC Cottbus)              | Detlef Uibel (SC Cottbus)           | Christian Drescher (TSC Berlin)     |
| 1984 | Michael Hübner (SC Karl-Marx-Stadt)    | Ralf-Guido Kuschy (TSC Berlin)      | Christian Drescher (TSC Berlin)     |
| 1985 | Michael Hübner (SC Karl-Marx-Stadt)    | Bill Huck (SC Dynamo Berlin)        | Christian Völker (SC Dynamo Berlin) |
| 1986 | Lutz Heßlich (SC Cottbus)              | Bill Huck (SC Dynamo Berlin)        | Olaf Arndt (TSC Berlin)             |
| 1987 | Lutz Heßlich (SC Cottbus)              | Michael Schulze (SC Cottbus)        | Ralf-Guido Kuschy (TSC Berlin)      |
| 1988 | Lutz Heßlich (SC Cottbus)              | Bill Huck (SC Dynamo Berlin)        | Ralf-Guido Kuschy (TSC Berlin)      |
| 1989 | Bill Huck (SC Dynamo Berlin)           | Michael Schulze (SC Cottbus)        | Eyk Pokorny (TSC Berlin)            |
| 1990 | Bill Huck (SC Dynamo Berlin)           | Eyk Pokorny (TSC Berlin)            | Michael Schulze (SC Cottbus)        |

#### 1000-m-Zeitfahren
| Jahr | DDR-Meister                    | Zweiter                            | Dritter                                |
| ---- | ------------------------------ | ---------------------------------- | -------------------------------------- |
| 1976 | Klaus Grünke (TSC Berlin)      | Lothar Thoms (SC Cottbus)          | Rainer Hönisch (SC Dynamo Berlin)      |
| 1977 | Lothar Thoms (SC Cottbus)      | Olaf Heine (SC Dynamo Berlin)      | Rainer Hönisch (SC Dynamo Berlin)      |
| 1978 | Lothar Thoms (SC Cottbus)      | Uwe Keßler (SC Dynamo Berlin)      | Rainer Hönisch (SC Dynamo Berlin)      |
| 1979 | Uwe Keßler (SC Dynamo Berlin)  | Rainer Hönisch (SC Dynamo Berlin)  | Peter Grünke (TSC Berlin)              |
| 1980 | Lothar Thoms (SC Cottbus)      | Peter Grünke (TSC Berlin)          | Rainer Hönisch (SC Dynamo Berlin)      |
| 1981 | Lothar Thoms (SC Cottbus)      | Maic Malchow (SC DHfK Leipzig)     | Peter Grünke (TSC Berlin)              |
| 1982 | Maic Malchow (SC DHfK Leipzig) | Lothar Thoms (SC Cottbus)          | Peter Grünke (TSC Berlin)              |
| 1983 | Maic Malchow (SC DHfK Leipzig) | Emanuel Raasch (SC Dynamo Berlin)  | Rainer Hönisch (SC Dynamo Berlin)      |
| 1984 | Andreas Ganske (TSC Berlin)    | Maic Malchow (SC DHfK Leipzig)     | Emanuel Raasch (SC Dynamo Berlin)      |
| 1985 | Maic Malchow (SC DHfK Leipzig) | Andreas Ganske (TSC Berlin)        | Jens Glücklich (SC Cottbus)            |
| 1986 | Andreas Ganske (TSC Berlin)    | Lutz Heßlich (SC Cottbus)          | Maic Malchow (SC DHfK Leipzig)         |
| 1987 | Maic Malchow (SC DHfK Leipzig) | Andreas Ganske (TSC Berlin)        | Schmidt (SC Karl-Marx-Stadt)           |
| 1988 | Jens Glücklich (SC Cottbus)    | Ronny Kirchhof (SC Cottbus)        | Maic Malchow (SC DHfK Leipzig)         |
| 1989 | Jens Glücklich (SC Cottbus)    | Ronny Kirchhof (SC Cottbus)        | Jörg Windorf (SC Turbine Erfurt)       |
| 1990 | Jens Glücklich (SC Cottbus)    | Rocco Fechner (SC Karl-Marx-Stadt) | Sören Lausberg (ASK Vorw. Frankfurt/O) |

#### 4000-m-Einzelverfolgung
| Jahr | DDR-Meister                              | Zweiter                               | Dritter                                |
| ---- | ---------------------------------------- | ------------------------------------- | -------------------------------------- |
| 1976 | Thomas Huschke (TSC Berlin)              | Uwe Unterwalder (TSC Berlin)          | Andreas Neuer (SC Karl-Marx-Stadt)     |
| 1977 | Norbert Dürpisch (ASK Vorw. Frankfurt/O) | Matthias Wiegand (SC Karl-Marx-Stadt) | Gerald Mortag (SG Wismut Gera)         |
| 1978 | Lutz Haueisen (SG Wismut Gera)           | Matthias Wiegand (SC Karl-Marx-Stadt) | Hans-Joachim Pohl (ASK V. Frankfurt/O) |
| 1979 | Volker Winkler (SC Cottbus)              | Axel Grosser (SC DHfK Leipzig)        | Fred Müller (ASK Vorwärts Frankfurt/O) |
| 1980 | Norbert Dürpisch (ASK Vorw. Frankfurt/O) | Lutz Haueisen (SG Wismut Gera)        | Gerald Mortag (SG Wismut Gera)         |
| 1981 | Volker Winkler (SC Cottbus)              | Detlef Macha (SC Turbine Erfurt)      | Hans-Joachim Pohl (ASK V. Frankfurt/O) |
| 1982 | Frank Kühn (TSC Berlin)                  | Mario Kummer (SC Turbine Erfurt)      | Bernd Dittert (SC Dynamo Berlin)       |
| 1983 | Gerald Mortag (SG Wismut Gera)           | Uwe Raab (SC DHfK Leipzig)            | Volker Winkler (SC Cottbus)            |
| 1984 | Uwe Raab (SC DHfK Leipzig)               | Uwe Ampler (SC DHfK Leipzig)          | Mario Hernig (SC Karl-Marx-Stadt)      |
| 1985 | Olaf Ludwig (SG Wismut Gera)             | Uwe Raab (SC DHfK Leipzig)            | Frank Kühn (TSC Berlin)                |
| 1986 | Olaf Ludwig (SG Wismut Gera)             | Steffen Blochwitz (SC Cottbus)        | Uwe Raab (SC DHfK Leipzig)             |
| 1987 | Carsten Wolf (SC Dynamo Berlin)          | Thomas Liese (SC DHfK Leipzig)        | Uwe Berndt (SG Wismut Gera)            |
| 1988 | Olaf Ludwig (SG Wismut Gera)             | Steffen Blochwitz (SC Cottbus)        | Uwe Berndt (SG Wismut Gera)            |
| 1989 | Steffen Blochwitz (SC Cottbus)           | Thomas Liese (SC DHfK Leipzig)        | Guido Fulst (SC Dynamo Berlin)         |
| 1990 | Jens Lehmann (SC DHfK Leipzig)           | Steffen Blochwitz (SC Cottbus)        | Andreas Bach (SC Turbine Erfurt)       |

#### 4000-m-Mannschaftsverfolgung
| Jahr | DDR-Meister                                                  | Zweiter                                                                  | Dritter                                                 |
| ---- | ------------------------------------------------------------ | ------------------------------------------------------------------------ | ------------------------------------------------------- |
| 1976 | TSC Berlin (Huschke, Unterwalder, Milde)                     | SC K.-M.-Stadt / SC Cottbus / SC DHfK Leipzig (Neuer, Thoms, Lorenzsonn) | SC Dynamo Berlin (Böhnisch, Hägeholz, Gaede, Lippold)   |
| 1977 | SC Cottbus (Hartnick, Härtelt, Thoms, Winkler)               | TSC Berlin (Bartels, Stein, Herder, Nauroschat)                          | SC Dynamo Berlin (Schmeißer, Lippold, Trittel, Heine)   |
| 1978 | ASK Vorwärts Frankfurt/O (Dürpisch, Pohl, Schnelle, Müller)  | SC Karl-Marx-Stadt (Wiegand, Wolf, Stier, Hernig)                        | SG Wismut Gera (Haueisen, Smektalla, Ludwig, Köhler)    |
| 1979 | TSC Berlin (Grünke, Herder, Köller, Stein)                   | SC Cottbus (Hartnick, Sinske, Thoms, Winkler)                            | SG Wismut Gera (Barth, Haueisen, Ludwig, Mortag)        |
| 1980 | ASK Vorwärts Frankfurt/O (Boden, Dürpisch, Schnelle, Müller) | SG Wismut Gera (Haueisen, Köhler, Mortag, Smektalla)                     | SC Dynamo Berlin (Buder, Dittert, Hönisch, Trittel)     |
| 1981 | SC Dynamo Berlin (Buder, Dittert, Heine, Trittel)            | ASK Vorwärts Frankfurt/O (Kaiser, Pohl, Schnelle, Müller)                | SG Wismut Gera (Barth, Köhler, Ludwig, Smektalla)       |
| 1982 | SG Wismut Gera (Köhler, Haueisen, Ludwig, Mortag)            | SC Dynamo Berlin (Dittert, Trittel, Siggelkow, Buder)                    | ASK Vorwärts Frankfurt/O (Pohl, Radtke, Ramm, Schnelle) |
| 1983 | SC Cottbus (Kummer, Meier, Münnich, Winkler)                 | SC Dynamo Berlin (Buder, Dittert, Trittel, Wolf)                         | TSC Berlin (Hempel, Jäger, Köller, Raddatz)             |
| 1984 | ASK Vorwärts Frankfurt/O (Gröger, Kapuste, Schnelle, Radtke) | SC Karl-Marx-Stadt (Hernig, Stier, Stein, Wolf)                          | SC Turbine Erfurt (Hochfeld, Kummer, Macha, Windorf)    |
| 1985 | ASK Vorwärts Frankfurt/O (Boden, Gröger, Kapuste, Schnelle)  | SC DHfK Leipzig (Grosser, Lux, Raab, Wittek)                             | SC Cottbus (Gloßmann, Jentzsch, Meier, Winkler)         |
| 1986 | TSC Berlin (Kühn, Güthe, Kiefer, Richter)                    | SC Turbine Erfurt (Backhaus, Hochfeld, Preißler, Windorf)                | SG Wismut Gera (Degenkolb, Heppner, Ludwig, Schmidt)    |
| 1987 | SC Cottbus (Blochwitz, Donat, Hennig, Will)                  | TSC Berlin (Bock, Güthe, Kühn, Richter)                                  | SC Turbine Erfurt (Bach, Hochfeld, Preißler, Stück)     |
| 1988 | SC Cottbus (Blochwitz, Meier, Pawelczyk, Will)               | SC Dynamo Berlin (Demel, Dittert, Gebauer, Wolf)                         | TSC Berlin (Bock, Güthe, Richter, Wetzel)               |
| 1989 | TSC Berlin (Richter, Güthe, Bock, Zabel)                     | SC Dynamo Berlin (Fulst, Dittert, Gebauer, Schmökel)                     | SC DHfK Leipzig (Liese, Lehmann, Kölling, Peter)        |
| 1990 | SC DHfK Leipzig (Lehmann, Kölling, Liese, Reinhardt)         | TSC Berlin (Richter, Bock, Zabel, Vogel)                                 | SC Cottbus (Blochwitz, Meier, Weichert, Glücklich)      |

#### Punktefahren
| Jahr | DDR-Meister                            | Zweiter                                | Dritter                            |
| ---- | -------------------------------------- | -------------------------------------- | ---------------------------------- |
| 1976 | Michael Milde (TSC Berlin)             | Rainer Lorenzsonn (SC DHfK Leipzig)    | Gaede (SC Dynamo Berlin)           |
| 1977 | Horst Bartels (TSC Berlin)             | Siegbert Schmeißer (SC Dynamo Berlin)  | Hans-Joachim Hartnick (SC Cottbus) |
| 1978 | Volker Winkler (SC Cottbus)            | Rainer Lorenzsonn (SC DHfK Leipzig)    | Detlef Macha (SC Turbine Erfurt)   |
| 1979 | Dieter Stein (TSC Berlin)              | Thomas Helbig (SC Turbine Erfurt)      | Hans-Joachim Hartnick (SC Cottbus) |
| 1980 | Volker Winkler (SC Cottbus)            | Falk Boden (ASK Vorwärts Frankfurt/O)  | Joachim Vogel (SC Karl-Marx-Stadt) |
| 1981 | Volker Winkler (SC Cottbus)            | Detlef Macha (SC Turbine Erfurt)       | Steffen Stier (SC Karl-Marx-Stadt) |
| 1982 | Steffen Stier (SC Karl-Marx-Stadt)     | Hans-Joachim Pohl (ASK V. Frankfurt/O) | Detlef Macha (SC Turbine Erfurt)   |
| 1983 | Lutz Haueisen (SG Wismut Gera)         | Torsten Bernert (SC DHfK Leipzig)      | Dieter Stein (TSC Berlin)          |
| 1984 | Volker Winkler (SC Cottbus)            | Hans-Joachim Pohl (ASK V. Frankfurt/O) | Carsten Wolf (SC Dynamo Berlin)    |
| 1985 | Torsten Kunath (SG Wismut Gera)        | Birko Nöthling (SC Turbine Erfurt)     | Siegurt Müller (SC Dynamo Berlin)  |
| 1986 | Uwe Berndt (SG Wismut Gera)            | Frank Peter (SC DHfK Leipzig)          | Frank Siggelkow (SC Dynamo Berlin) |
| 1987 | Hans-Joachim Pohl (ASK V. Frankfurt/O) | Frank Seeland (SG Wismut Gera)         | Ingo Wetzel (TSC Berlin)           |
| 1988 | Thomas Liese (SC DHfK Leipzig)         | Olaf Ludwig (SG Wismut Gera)           | Jörg Windorf (SC Turbine Erfurt)   |
| 1989 | Frank Seeland (SG Wismut Gera)         | Erik Zabel (TSC Berlin)                | Frank Peter (SC DHfK Leipzig)      |
| 1990 | Carsten Wolf (SC Dynamo Berlin)        | Stumpf (ASK Vorwärts Frankfurt/O)      | Roland Hennig (SC Cottbus)         |

#### Zweier-Mannschaftsfahren
| Jahr | DDR-Meister                                                            | Zweiter                                                            | Dritter                                                               |
| ---- | ---------------------------------------------------------------------- | ------------------------------------------------------------------ | --------------------------------------------------------------------- |
| 1976 | Thomas Huschke / Uwe Unterwalder (TSC Berlin)                          | Andreas Neuer / Lothar Thoms (SC Karl-Marx-Stadt / SC Cottbus)     | Reinhard Langanke / Hans-Rüdiger Groß (SC Dynamo Berlin)              |
| 1977 | Matthias Wiegand / Gerald Mortag (SC Karl-Marx-Stadt / SG Wismut Gera) | Detlef Macha / Horst Bartels (SC Turbine Erfurt / TSC Berlin)      | Norbert Dürpisch / Dieter Stein (ASK Vorwärts Frankfurt / TSC Berlin) |
| 1978 | Dieter Stein / Klaus-Jürgen Grünke (TSC Berlin)                        | Helmut Taudte / Klaus-Dieter Schenk (SC Turbine Erfurt)            | Hans-Joachim Pohl / Dietmar Pohl (ASK Vorwärts Frankfurt/O)           |
| 1979 | Hans-Joachim Hartnick / Peter Koch (SC Cottbus / SC Turbine Erfurt)    | Hartmut Korn / Thomas Helbig (SG Wismut Gera / SC Turbine Erfurt)  | Thomas Barth / Olaf Ludwig (SG Wismut Gera)                           |
| 1980 | Volker Winkler / Gerald Mortag (SC Cottbus / SG Wismut Gera)           | Hans-Joachim Hartnick / Mario Hernig (SC Cottbus / SG Wismut Gera) | Holger Kickeritz / Jürgen Lippold (SC Dynamo Berlin)                  |
| 1981 | Thomas Barth / Olaf Ludwig (SG Wismut Gera)                            | Mario Hernig / Steffen Stier (SC Karl-Marx-Stadt)                  | Holger Kickeritz / Hans Matern (SC Dynamo Berlin)                     |
| 1982 | Axel Grosser / Uwe Raab (SC DHfK Leipzig)                              | Dieter Stein / Frank Kühn (TSC Berlin)                             | Jörg Köhler / Olaf Ludwig (SG Wismut Gera)                            |
| 1983 | Thomas Barth / Jörg Köhler (SG Wismut Gera)                            | Mathias Kittel / Matthias Lendt (SC Turbine Erfurt)                | Axel Grosser / Uwe Raab (SC DHfK Leipzig)                             |
| 1984 | Michael Köller / Frank Kühn (TSC Berlin)                               | Axel Grosser / Uwe Raab (SC DHfK Leipzig)                          | Volker Winkler / Frank Jesse (SC Cottbus)                             |
| 1985 | Axel Grosser / Uwe Raab (SC DHfK Leipzig)                              | Olaf Jentzsch / Christian Jäger (SC Cottbus)                       | Mario Hernig / Peter Scheibner (SC Karl-Marx-Stadt)                   |
| 1986 | Olaf Ludwig / Frank Seeland (SG Wismut Gera)                           | Eike Backhaus / Uwe Hochfeld (SC Turbine Erfurt)                   | Mario Hernig / Holger Müller (SC Karl-Marx-Stadt)                     |

### Frauen

#### Sprint
| Jahr | DDR-Meisterin                   | Zweite                          | Dritte                        |
| ---- | ------------------------------- | ------------------------------- | ----------------------------- |
| 1986 | Katrin Barnowski (TSC Berlin)   | Michaela Schiemenz (SC Cottbus) | Klaus (SG Wismut Gera)        |
| 1987 | Michaela Schiemenz (SC Cottbus) | Katrin Barnowski (TSC Berlin)   | Sinett Wolke (SC Cottbus)     |
| 1988 | Sinett Wolke (SC Cottbus)       | Annett Neumann (SC Cottbus)     | Kathrin Jung (SG Wismut Gera) |
| 1989 | Annett Neumann (SC Cottbus)     | Alexandra Beck (SC Cottbus)     | Juchert (TSC Berlin)          |
| 1990 | Annett Neumann (SC Cottbus)     | Sinett Wolke (SC Cottbus)       | Katrin Barnowski (TSC Berlin) |

#### 500-m-Zeitfahren
| Jahr | DDR-Meisterin                   | Zweite                          | Dritte                          |
| ---- | ------------------------------- | ------------------------------- | ------------------------------- |
| 1986 | Katrin Barnowski (TSC Berlin)   | Michaela Schiemenz (SC Cottbus) | Petra Rossner (SC DHfK Leipzig) |
| 1987 | Michaela Schiemenz (SC Cottbus) | Katrin Barnowski (TSC Berlin)   | Sinett Wolke (SC Cottbus)       |
| 1988 | Sinett Wolke (SC Cottbus)       | Annett Neumann (SC Cottbus)     | Kathrin Jung (SG Wismut Gera)   |
| 1989 | Annett Neumann (SC Cottbus)     | Alexandra Beck (SC Cottbus)     | Werner (TSC Berlin)             |
| 1990 | Annett Neumann (SC Cottbus)     | Sinett Wolke (SC Cottbus)       | Katrin Barnowski (TSC Berlin)   |

#### 3000-m-Einzelverfolgung
| Jahr | DDR-Meisterin                       | Zweite                              | Dritte                                  |
| ---- | ----------------------------------- | ----------------------------------- | --------------------------------------- |
| 1986 | Beate Götze (SC Turbine Erfurt)     | Dziuk (TSC Berlin)                  | Angela Ranft (SC Karl-Marx-Stadt)       |
| 1987 | Petra Rossner (SC DHfK Leipzig)     | Angela Ranft (SC Karl-Marx-Stadt)   | Angela Kindling (SC Turbine Erfurt)     |
| 1988 | Petra Rossner (SC DHfK Leipzig)     | Cordula Vogel (SC Karl-Marx-Stadt)  | Jeanette Viehweger (SC Karl-Marx-Stadt) |
| 1989 | Petra Rossner (SC DHfK Leipzig)     | Angela Kindling (SC Turbine Erfurt) | Kunkel (SC Cottbus)                     |
| 1990 | Angela Kindling (SC Turbine Erfurt) | Katja Kamratowski (SC Cottbus)      | Petra Rossner (SC DHfK Leipzig)         |

#### 50-Runden-Punktefahren
| Jahr | DDR-Meisterin                           | Zweite                                  | Dritte                                 |
| ---- | --------------------------------------- | --------------------------------------- | -------------------------------------- |
| 1986 | Beate Götze (SC Turbine Erfurt)         | Silke Bauerdorf (SC Karl-Marx-Stadt)    | Petra Rossner (SC DHfK Leipzig)        |
| 1987 | Petra Rossner (SC DHfK Leipzig)         | Angela Ranft (SC Karl-Marx-Stadt)       | Christina Schmidt (SC Karl-Marx-Stadt) |
| 1988 | Petra Rossner (SC DHfK Leipzig)         | Jeanette Viehweger (SC Karl-Marx-Stadt) | Katja Kamratowski (SC Cottbus)         |
| 1989 | Jeanette Viehweger (SC Karl-Marx-Stadt) | Katrin Ranger (SC DHfK Leipzig)         | Petra Kuhn (SC Karl-Marx-Stadt)        |
| 1990 | Angela Kindling (SC Turbine Erfurt)     | Katja Kamratowski (SC Cottbus)          | Vera Hohlfeld (SC Turbine Erfurt)      |

## Anmerkung
(1) Ostzonen-Meisterschaft